# Mercedes-Benz

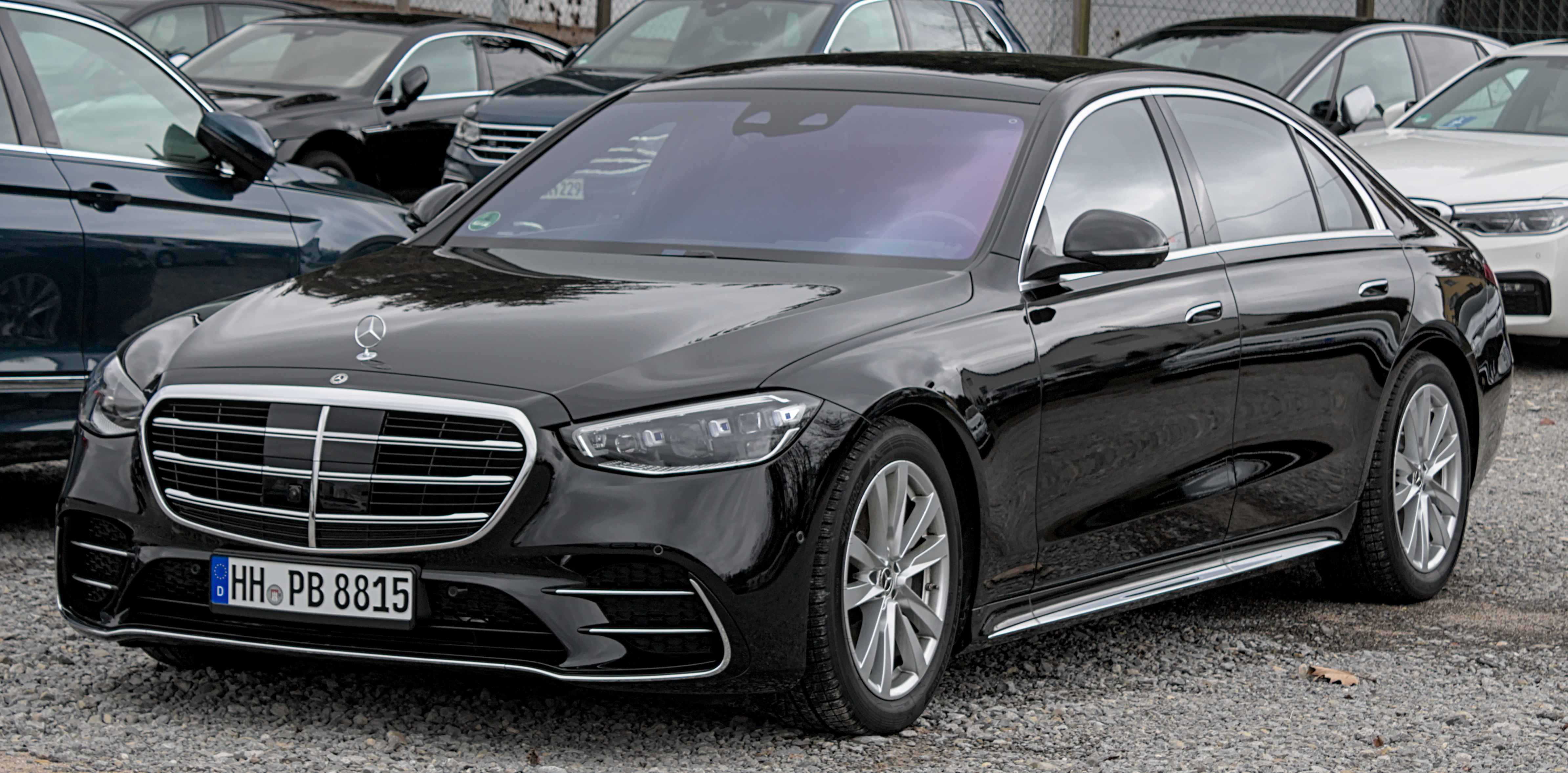
Mercedes-Benz W223

Мерсе́дес-Бе́нц (нім. Mercedes-Benz, МФА: [mɛʁˈtseːdəs ˈbɛnts], «Мерце́дес-Бенц»), або просто Мерседес — німецька марка автомобілів та назва ряду компаній-автовиробників, що належать автобудівному концерну «Mercedes-Benz Group» та/або виробляють продукцію під цією маркою. Торгова марка належить автобудівному концерну Mercedes-Benz Group.

## Історія
Історія цієї марки складається з історій двох відомих автомобільних брендів — Mercedes («Мерседес»), що випускалися німецькою компанією Daimler-Motoren-Gesellschaft («Даймлер-Моторен-Гезельшафт») і Benz («Бенц»), які будувалися фірмою Benz & Cie.. Обидві компанії цілком успішно розвивалися самостійно, але 1926 року злилися в новий концерн «Даймлер-Бенц.

### Benz
У 1886 році створено триколісний самохідний візок з бензиновим двигуном. Того ж року його творець Карл Бенц отримав патент на винахід. Перший у світі триколісний автомобіль запустили у серійне виробництво.
Через сім років, поступившись Даймлеру першістю, Карл Бенц створив свій чотириколісний автомобіль, а наступного року ще досконаліша конструкція під дивною назвою «Велосипед» пішла в серію.
У 1901 році, незабаром після випуску Даймлером нової моделі «Мерседес-35PS» стає зрозумілим, наскільки «Бенц» відстає від прогресу. Щоб надолужити упущене, акціонери запрошують в компанію французького інженера Маріуса Барбару. Через технічні розбіжності Карл Бенц залишає засновану ним же компанію. Незабаром стало очевидно, — француз не виправдав покладених надій. Ідучи за логікою, що німецькі автомобілі мають робитися німецькими руками, у фірму, на посаду головного інженера, запросили Фріца Ерле. Знову не пощастило. І тільки з приходом в компанію талановитого інженера Ганса Нібеля справи поступово пішли в гору. 1909 року, створивши цілий ряд прекрасних легкових автомобілів, фірма побудувала найвідоміший гоночний автомобіль того часу «Блітц Бенц» з мотором потужністю 200 к.с. і карколомним об'ємом 21594 см³.
У післявоєнні роки створено безліч нових моделей, більшість з яких з успіхом випускалися до середини двадцятих років. Всього з моменту початку виробництва 1886 року і до об'єднання з «Даймлер-Моторен-Гезелльшафт» 1926 року фірма «Бенц» виготовила 47555 автомобілів, включаючи легкові автомобілі, вантажівки і мінібуси.

### Daimler
У 1890 році, Готтліб Даймлер, в містечку Бад Каннштат неподалік Штутгарта, заснував компанію свого імені — «Даймлер-Моторен-Гезелльшафт», вирішивши випускати, створений чотирма роками раніше ним самим і Вільгельмом Майбахом, чотириколісний автомобіль. Після низки не дуже вдалих спроб, які все ж знайшли своїх захоплених покупців, конструктору В. Майбаху 1901 року вдалося створити успішний зразок. За наполяганням консула Австро-Угорської імперії в Ніцці і, за сумісництвом, голови представництва «Даймлер» у Франції Еміля Еллінека автомобіль назвали на честь Maria de las Mercedes, Діви Марії Милостивої (від латинського «merces», «дари»), так само в честь якої були названі всі його діти, в числі яких відома дочка консула Мерседес, і майно (яхти, будинки, готель і казино).
Перший «Мерседес-35PS», а саме так він називався, вирізнявся чотирициліндровим двигуном з робочим об'ємом 5913 см³, класичним розташуванням основних агрегатів і красивою (на ті часи) зовнішністю. Через рік світ побачив досконалішу конструкцію під назвою «Мерседес-Симплекс». Розширився модельний ряд. Найвідоміші представники цієї серії носили горді імена «Мерседес-40/45PS» і «Мерседес-65PS» з двигунами об'ємом 6785 см³ і 9235 см³ відповідно, які дозволяли розвивати швидкість до 90 км/год.
До Першої світової війни «Даймлер-Моторен-Гезелльшафт» встигла випустити широкий модельний ряд своїх автомобілів з різними двигунами (від 1568 см³ до 9575 см³), розрахований на різних споживачів, включаючи розкішні, практично безшумні автомобілі, використовуючи двигуни з безклапанним газорозподіленням вироблені за патентом американської компанії «Найт».
Відразу після війни Пауль Даймлер починає проводити експерименти з компресором, що дозволяє в півтора рази підвищити потужність двигуна. Прийшовши на посаду головного інженера 1923 року, Фердинанд Порше довів експерименти до логічного завершення, створивши 1924 року один з найвидатніших автомобілів світу — «Мерседес-24/100/140PS» з чудовим шасі і шестициліндровим компресорним двигуном об'ємом 6240 см³ і потужністю 100—140 к.с. До 1926 року «Даймлер-Моторен-гезелльшафт» випустила на всіх своїх заводах загалом 147 961 автомобіль, причому максимальну продуктивність досягнуто 1918 року. Незважаючи на всі труднощі того останнього військового року вдалося виготовити 24 690 автомобілів.

### Об'єднання конкурентів
Після злиття 1926 року фірм Daimler і Benz, новий концерн Daimler-Benz зміг ефективно використовувати досвід і знання конструкторів обох компаній, яких очолив Фердинанд Порше. Він повністю оновив виробничу програму, взявши за основу останні моделі Daimler, що випускалися тепер під маркою Mercedes-Benz. Першою новою розробкою Порше 1926 року стала «компресорна» серія К, що включала модель 24/110/160 PS з 6-циліндровим мотором об'ємом 6240 см³. За велику потужність і швидкість (до 145 км/год) її прозвали «смертельною пасткою», вона стала базовою для відомішої серії моделей S.
В 1928 році Порше покинув Daimler-Benz, і його місце зайняв Ганс Нібель (Hans Nibel). Під його керівництвом випущено легковики Mannheim-370 («Маннхайм-370») з 6-циліндровим мотором робочим об'ємом 3,7 л і Nurburg-500 («Нюрбург-500») з 8-циліндровим 4,9-літровим агрегатом, що базувалися на останніх моделях Порше.
У 1930 році з'явився Großer Mercedes (укр. Великий Мерседес) або Mercedes-Benz 770 з 8-циліндровим 200-сильним мотором об'ємом 7655 см³ з нагнітачем.
В 1931 році фірма дебютувала в секторі малолітражних автомобілів, де її представляв досить вдалий Mercedes 170 з 6-циліндровим мотором 1692 см³ та незалежною підвіскою передніх коліс.
У 1933 році з'явилися легковий Mercedes-Benz 200 і спортивний Mercedes-Benz 380 з 2,0 і 3,8-літровими моторами. Останній з них, оснащений нагнітачем, розвивав 140 к.с.
На базі спортивної моделі 1934 року створили Mercedes-Benz 500K з 5-літровим двигуном, що став через 2 роки основою для відомішого великого «компресорного» автомобіля Mercedes-Benz 540K.
У 1934—1936 роках фірма випустила легкий Mercedes-Benz 130 з 4-циліндровим 26-сильним двигуном заднього розташування робочим об'ємом всього 1308 см³, за яким пішли родстер 150 і седан 170H.
Під технічним керівництвом головного конструктора Макса Зайлера (Max Sailer), який змінив Нібеля 1935 року, були створені популярна недорога модель 170V з 4-циліндровим мотором об'ємом 1697 см³, перший в світі серійний легковий автомобіль з дизельним двигуном 260D (1936 рік), а також новий «Великий» Mercedes-Benz 770 (1938 рік) з рамою з балок овального перетину і задньою пружинною підвіскою, що служив нацистським лідерам.
На модифікованому Mercedes-Benz W125 Рудольф Караччіола встановив 28 січня 1938 рекорд швидкості 432,7 км/год для машин об'ємом 5000 см³ — 8000 см³. З 1936 розроблявся автомобіль Mercedes-Benz T 80 з прогнозованою швидкістю 600—750 км/год, але через початок війни рекордні заїзди не відбулись.

### Mercedes-Benz у період Другої світової війни
Під час війни Daimler-Benz випускала як вантажні, так і легкові автомобілі різних класів. Однак, двотижневе повітряне бомбардування англо-американськими ВПС у вересні 1944 року перетворили Daimler-Benz Aktiengesellschaft в купу руїн. Руйнування великого концерну оцінювалося по-різному, — головний цех в Штутгарті був зруйнований на 70 %, ходовий і кузовний цехи в Зіндельфінгені — 85 %, цех вантажівок в Гаггенау — знищений повністю. Колишній фабриці Benz und Cie в Мангаймі пощастило найбільше — всього 20 % руйнувань, а завод дизельних двигунів Berlin-Marienfeld, куплений Daimler'ом в 1902, повністю зрівняно із землею. До січня 1945 року оцінку руйнування провели повністю і рада директорів ухвалила, що «Daimler-Benz фізично більше не існує».

### Сучасність
Серійне виготовлення автомашин відновили 1947 року. У 1950-х роках Mercedes-Benz зайняв колишні провідні позиції у світі. На початку 1960-х років провідне місце в експорті машин компанії зайняли США. З кінця 1980-х посилилась конкуренція з боку автовиробників BMW, Audi, але у 2012, 2013 роках компанія побила свої рекорди з продажу автівок.
У вересні 2019 року представники Mercedes заявили, що виробник припинить розробку традиційних двигунів внутрішнього згоряння, повністю віддавши перевагу електродвигунам. Виробництво автомобілів з ДВЗ продовжується, сучасні версії, включно з двигуном V6 для Mercedes S і E-класу, протягом деякого часу мають проходити модернізацію й поставлятися на ринок.

## Історія логотипів
У червні 1909 року компанія Daimler-Motoren-Gesellschaft зареєструвала фірмові трьох- і чотирипроменеві зірки як торгову марку, проте за фактом використовувала тільки першу. Символіка позначала перевагу марки в усіх напрямках: на землі, воді і в повітрі.

21 грудня 2024 року, за повідомленням телеканалу Bloomberg, німецький виробник пластику Gerhardi Kunststofftechnik GmbH, який існує з 1796 року, не зміг подолати економічний спад у Європі та подав заяву про банкрутство. Таким чином, компанія-виробник логотипів Mercedes, що пережила Наполеонівські війни, Велику депресію та дві світові війни — опинилася на межі закриття.

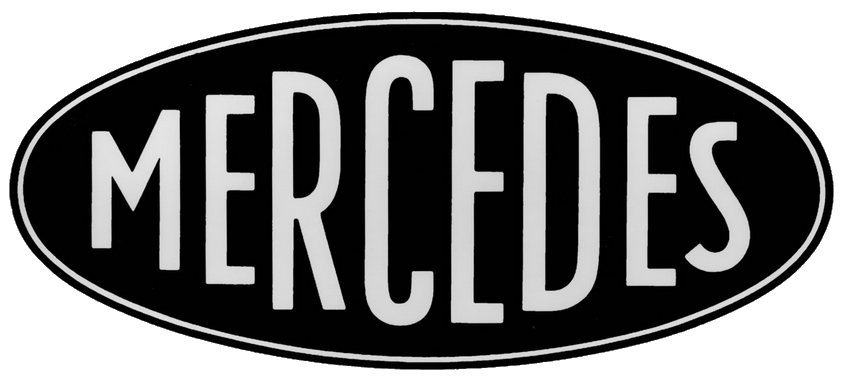
1902—1909
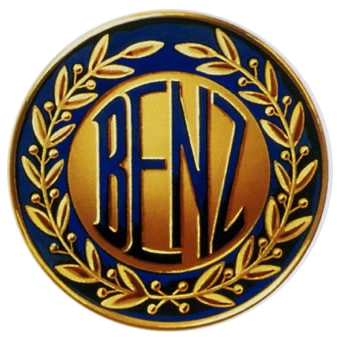
1909—1916
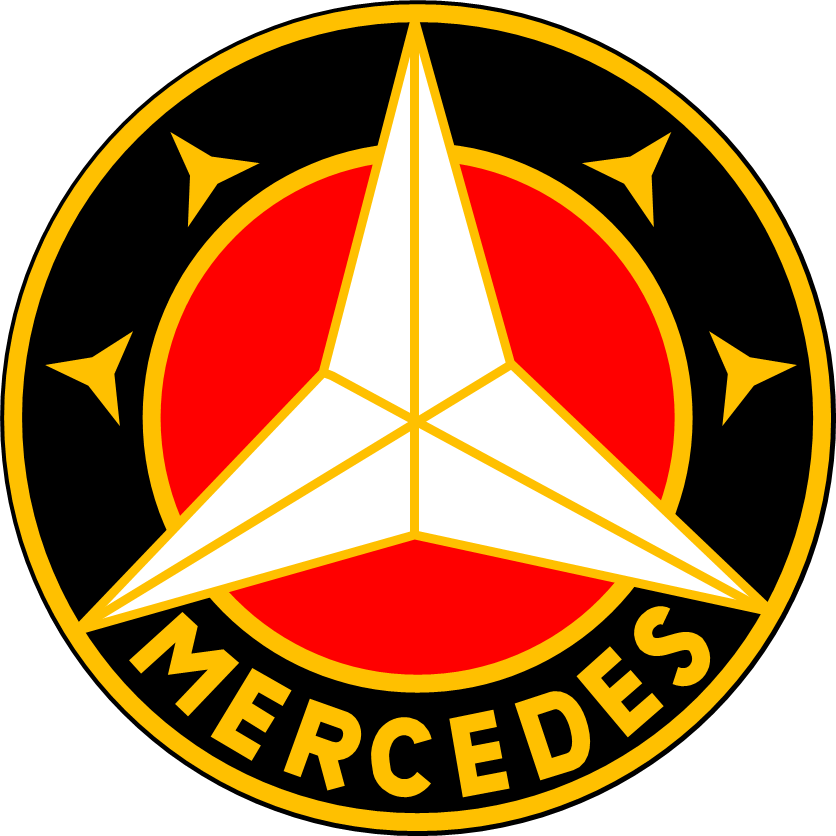
1916—1926
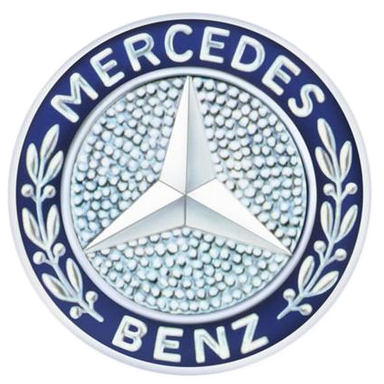
1926—1980
1980—1990
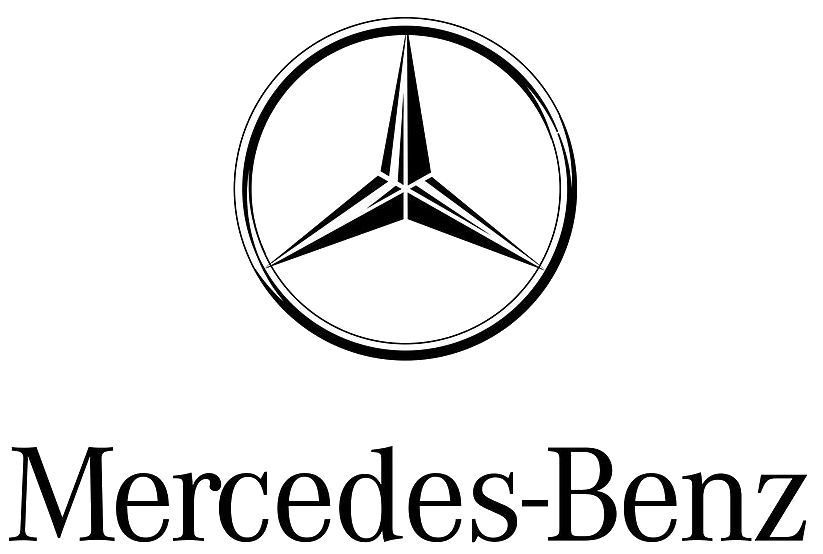
1990— 2010
2010-2022
2022-теперішній час

## Статистика продажу
Всього 2009 року продано 975 000 легкових автомобілів Mercedes-Benz, з них:
- A-Класу / B-Класу — 215 000 штук,
- C/ CLK/ SLK-Класу — 323 000 штук,
- E/ CLS-Класу — 212 000 штук,
- S /SL / CL-Класу/ SLR / Maybach — 57 000 штук,
- ML / R / GL/ GLK/ G-Класу — 167 000 штук.

Автомобілів Smart — 114 000 штук.
Всього Mercedes-Benz Cars продала автомобілів 1 094 000 Mercedes-Benz та Smart.

## Модельний ряд автомобілів

### Легкові автомобілі

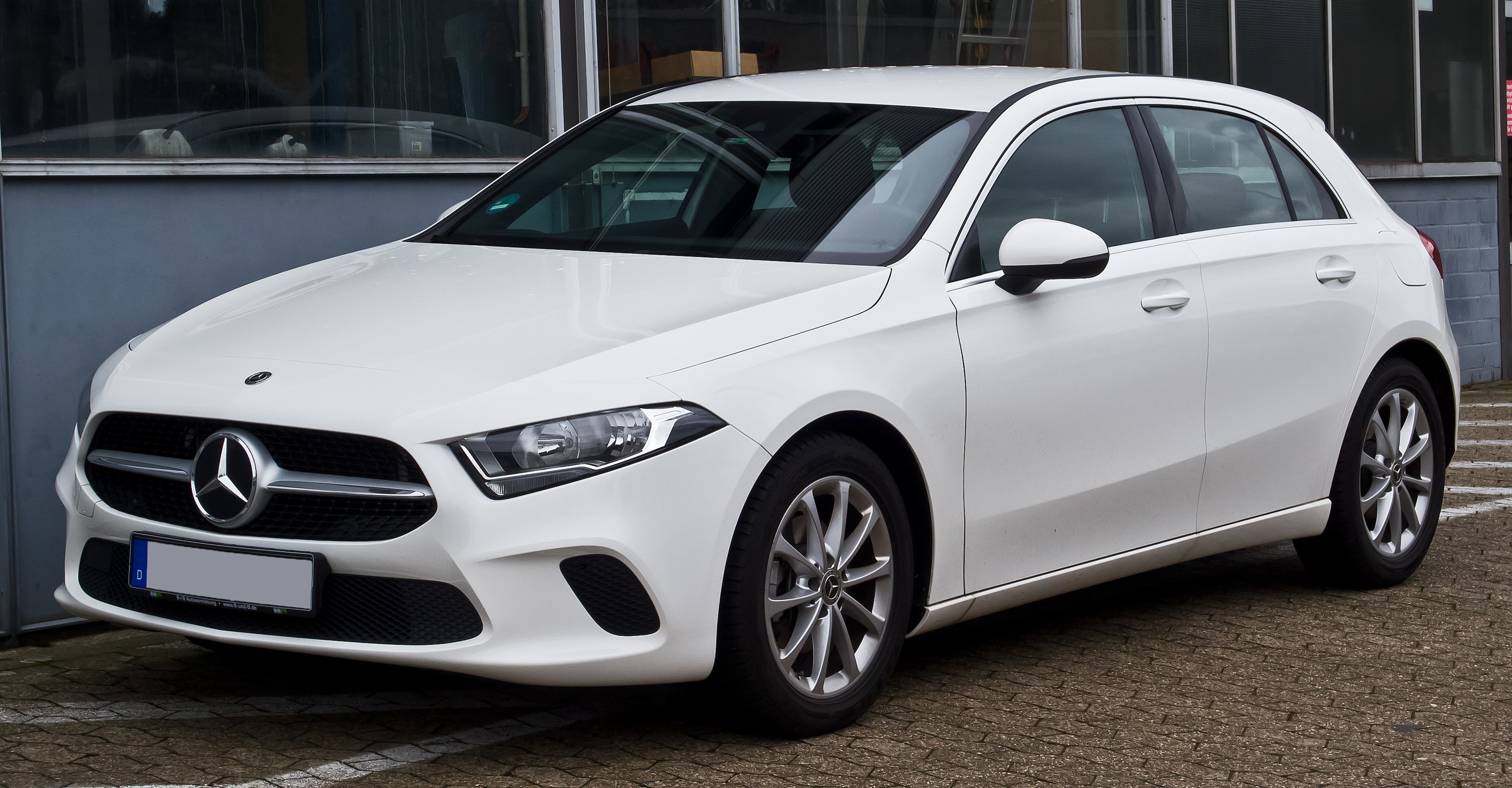
Mercedes-Benz A-Клас
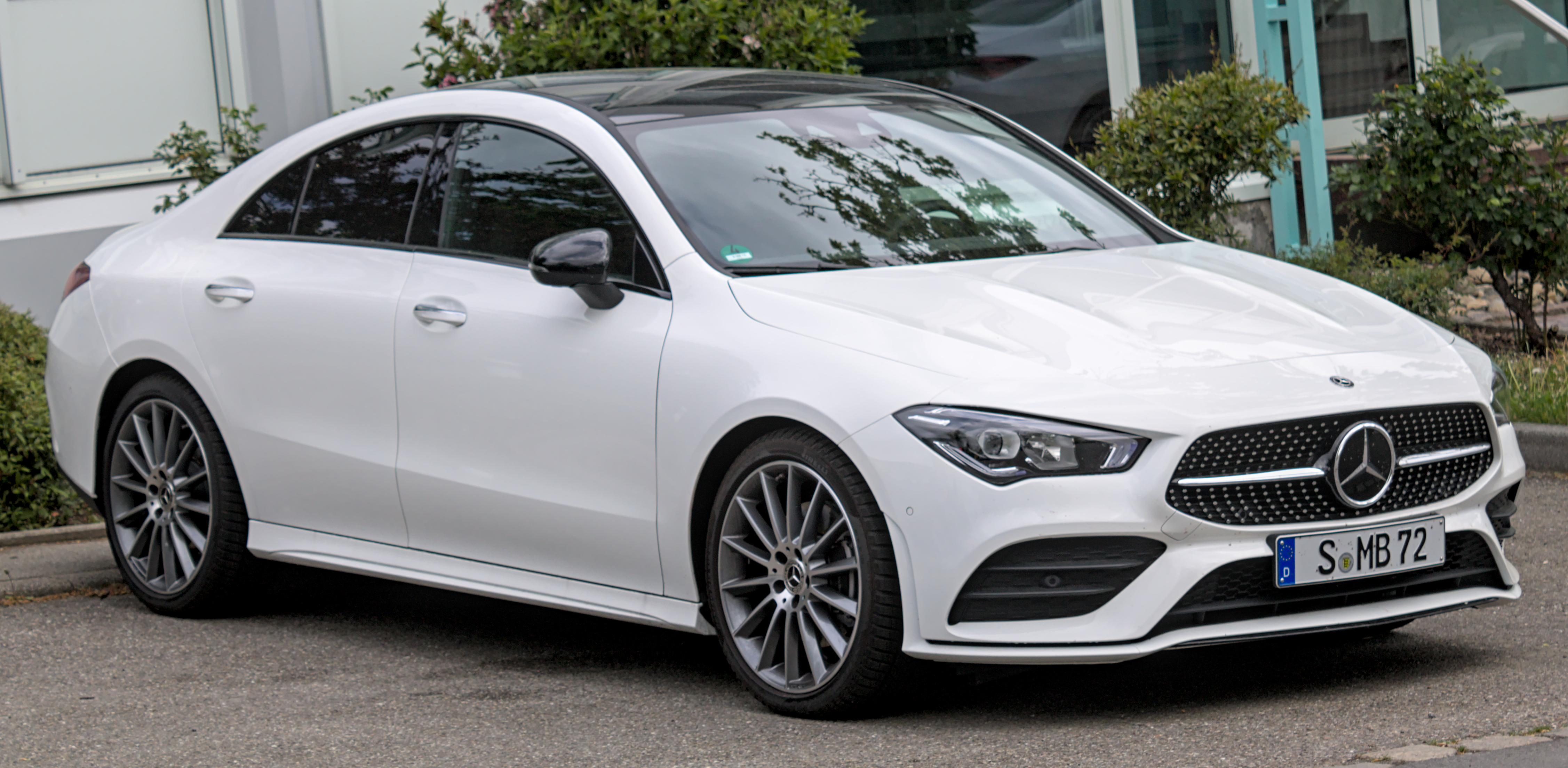
Mercedes-Benz CLA-Клас
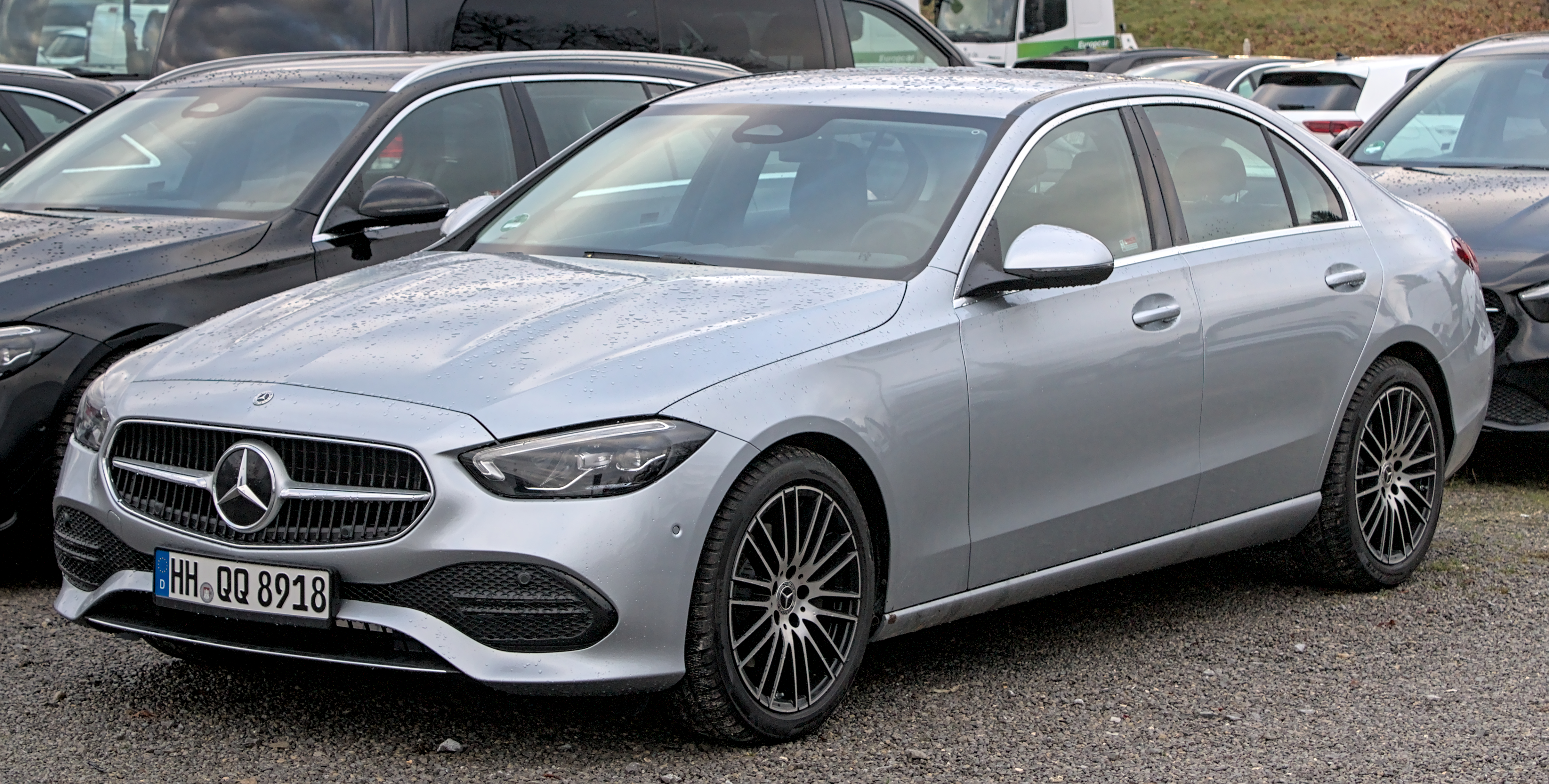
Mercedes-Benz C-Клас
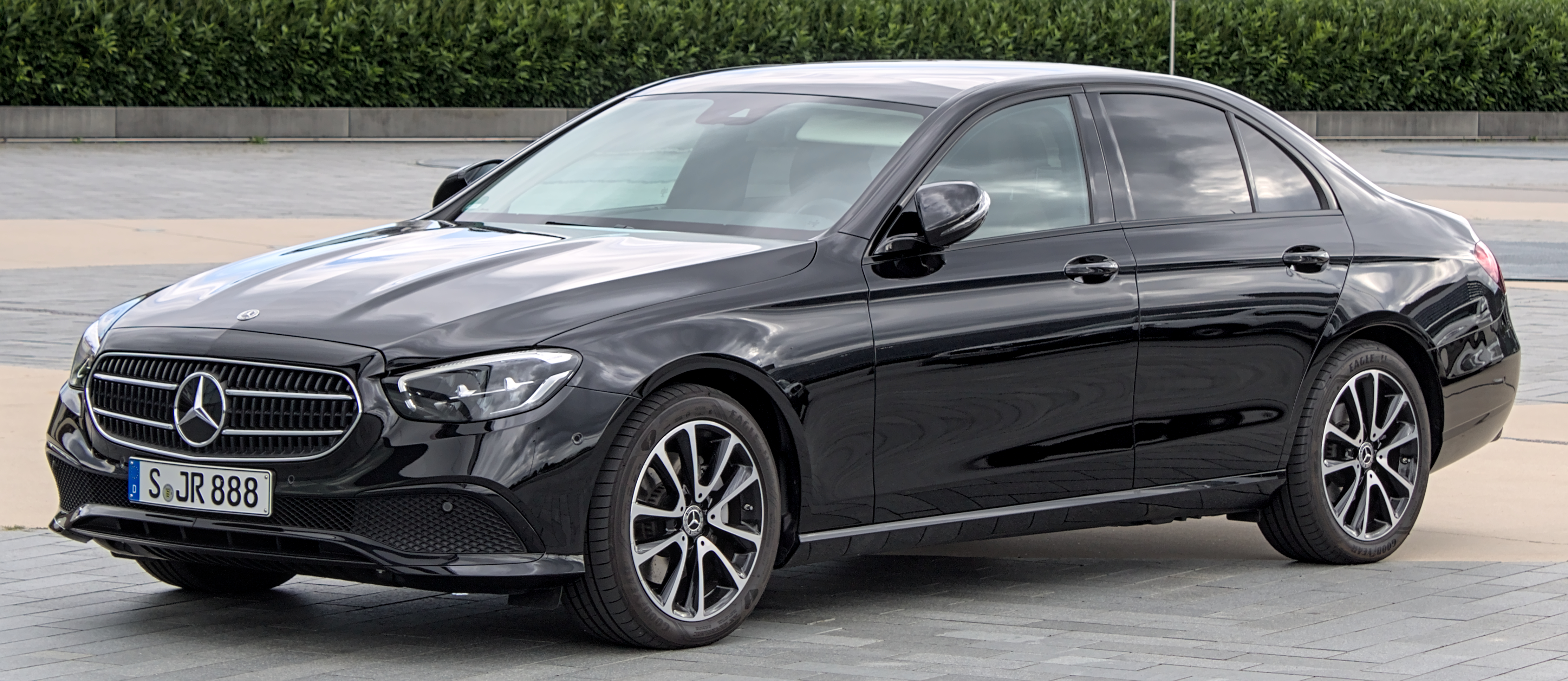
Mercedes-Benz E-Клас
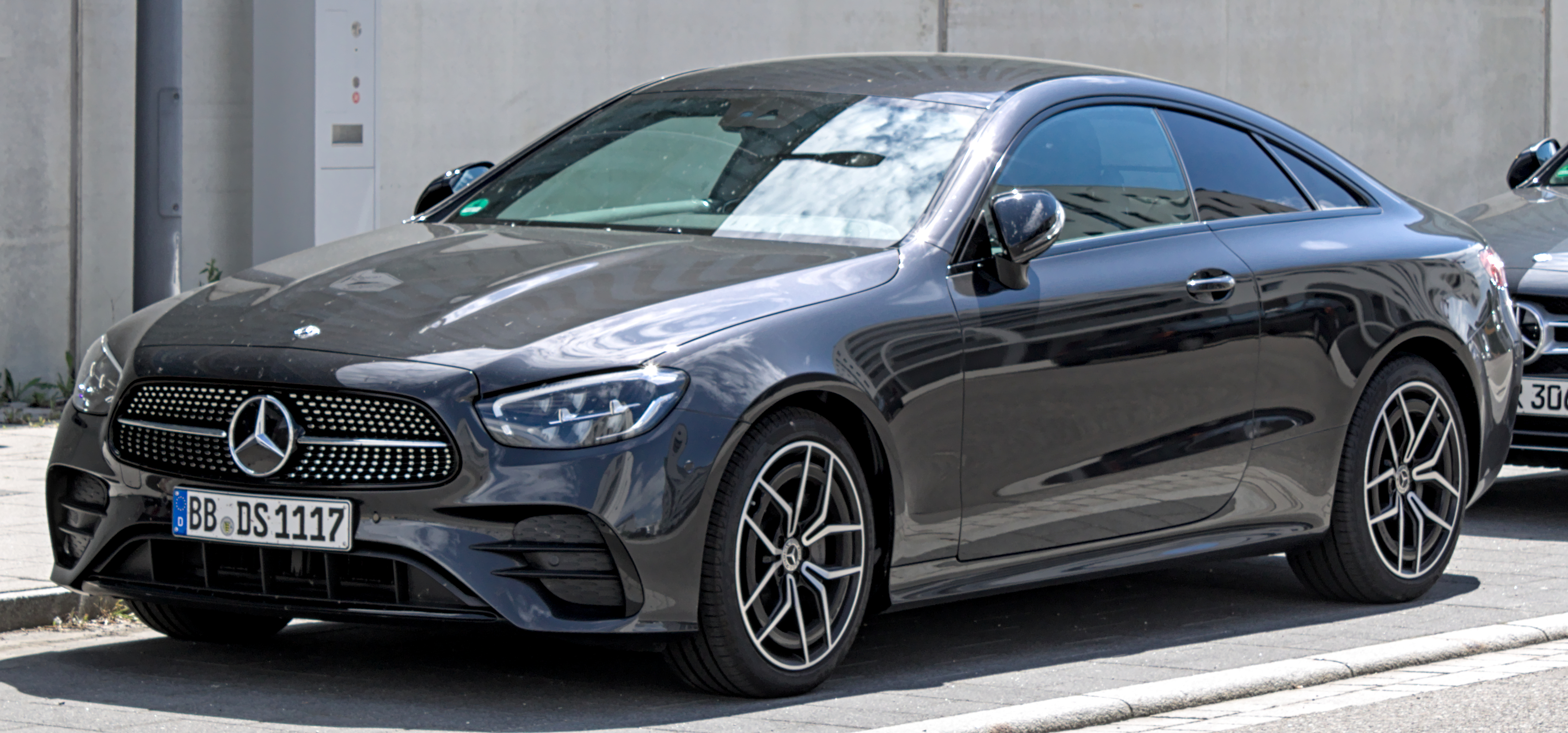
Mercedes-Benz E-Клас Coupe
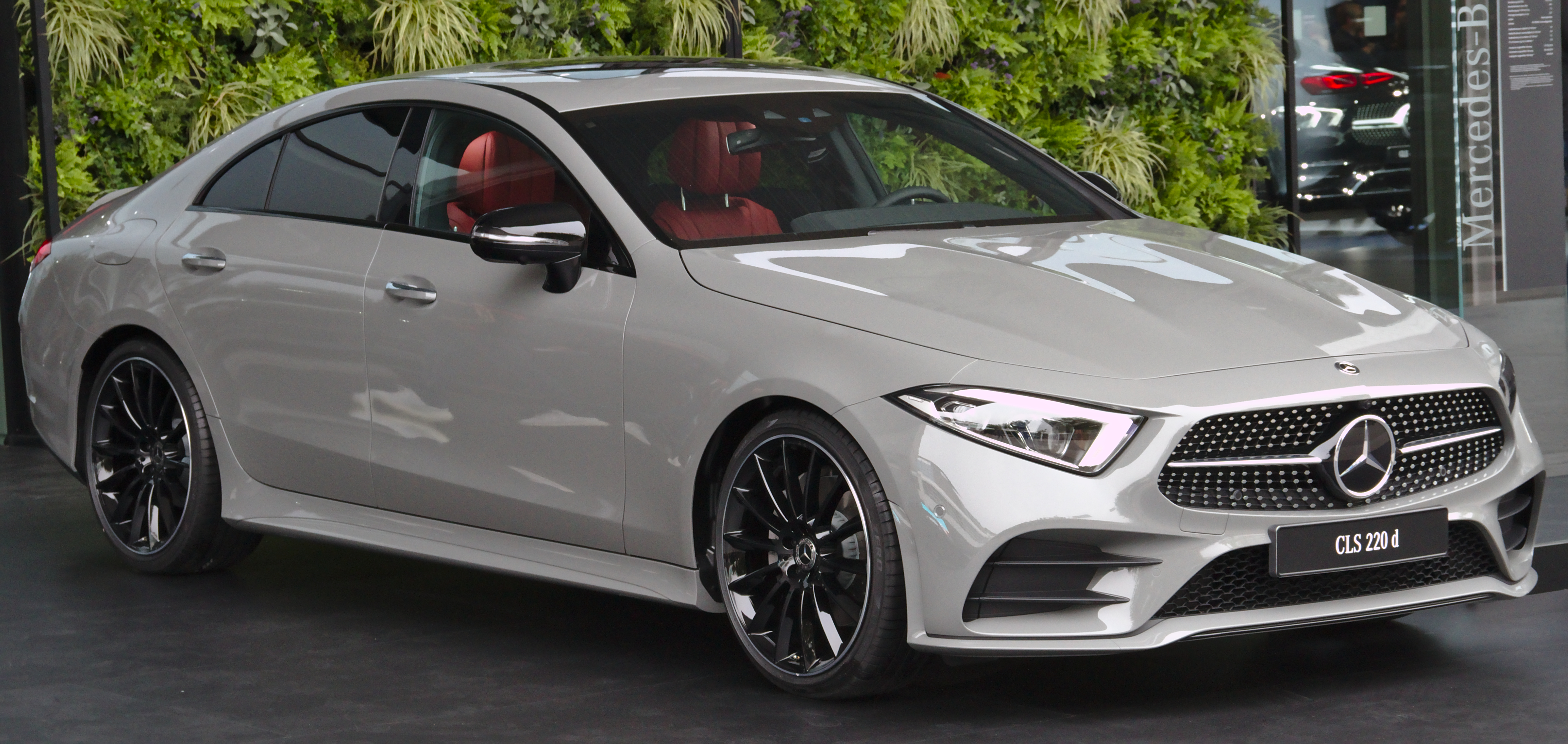
Mercedes-Benz CLS-Клас
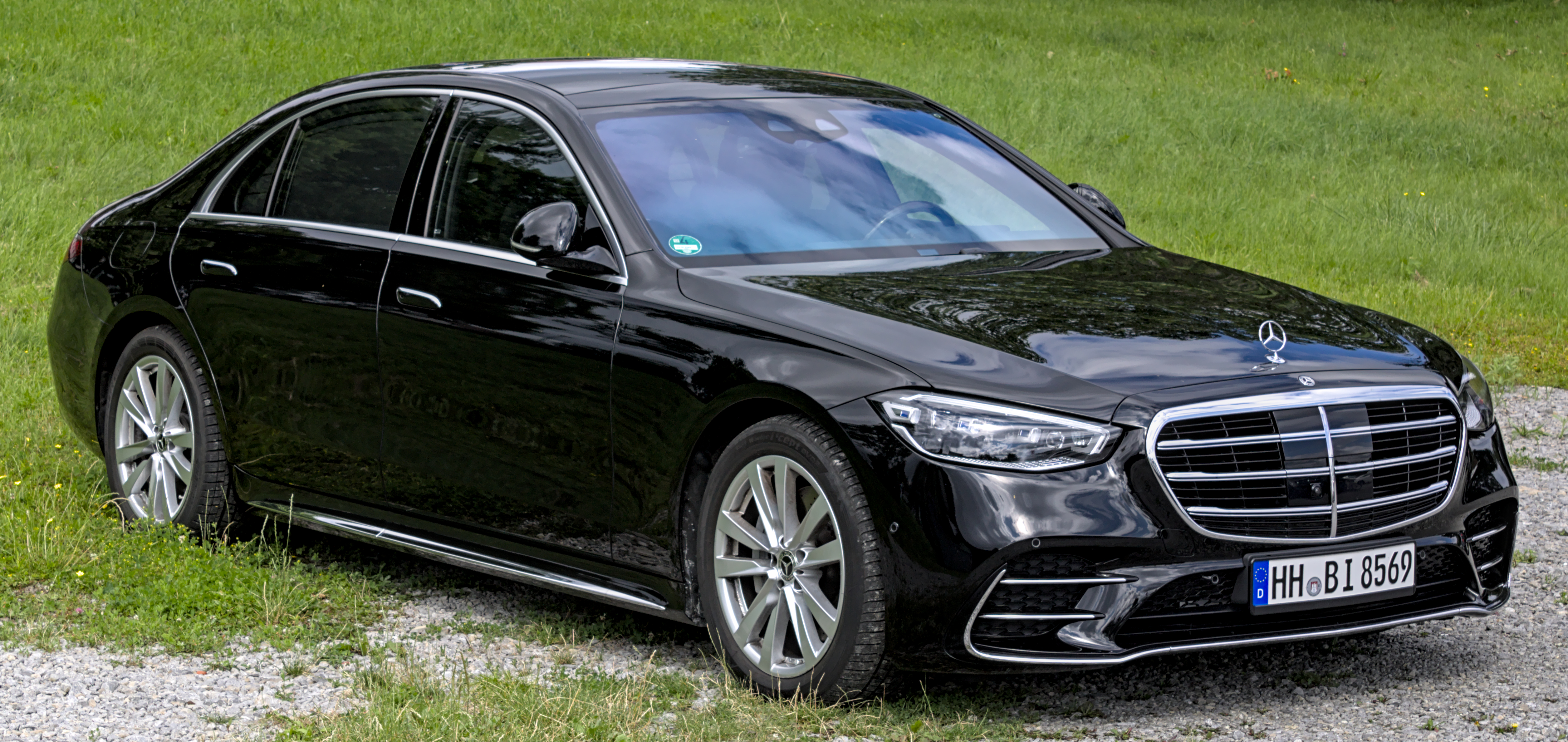
Mercedes-Benz S-Клас
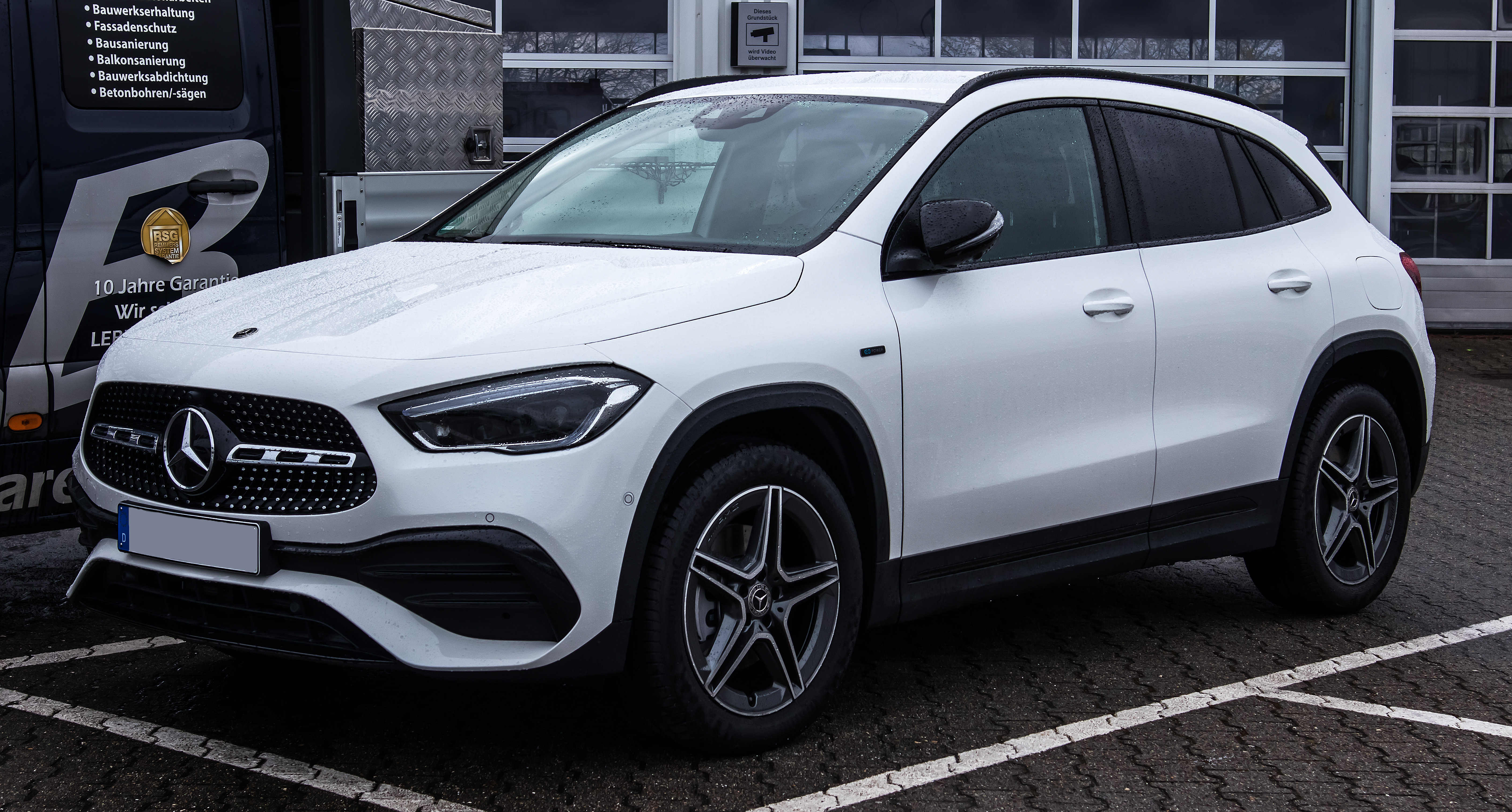
Mercedes-Benz GLA-Клас
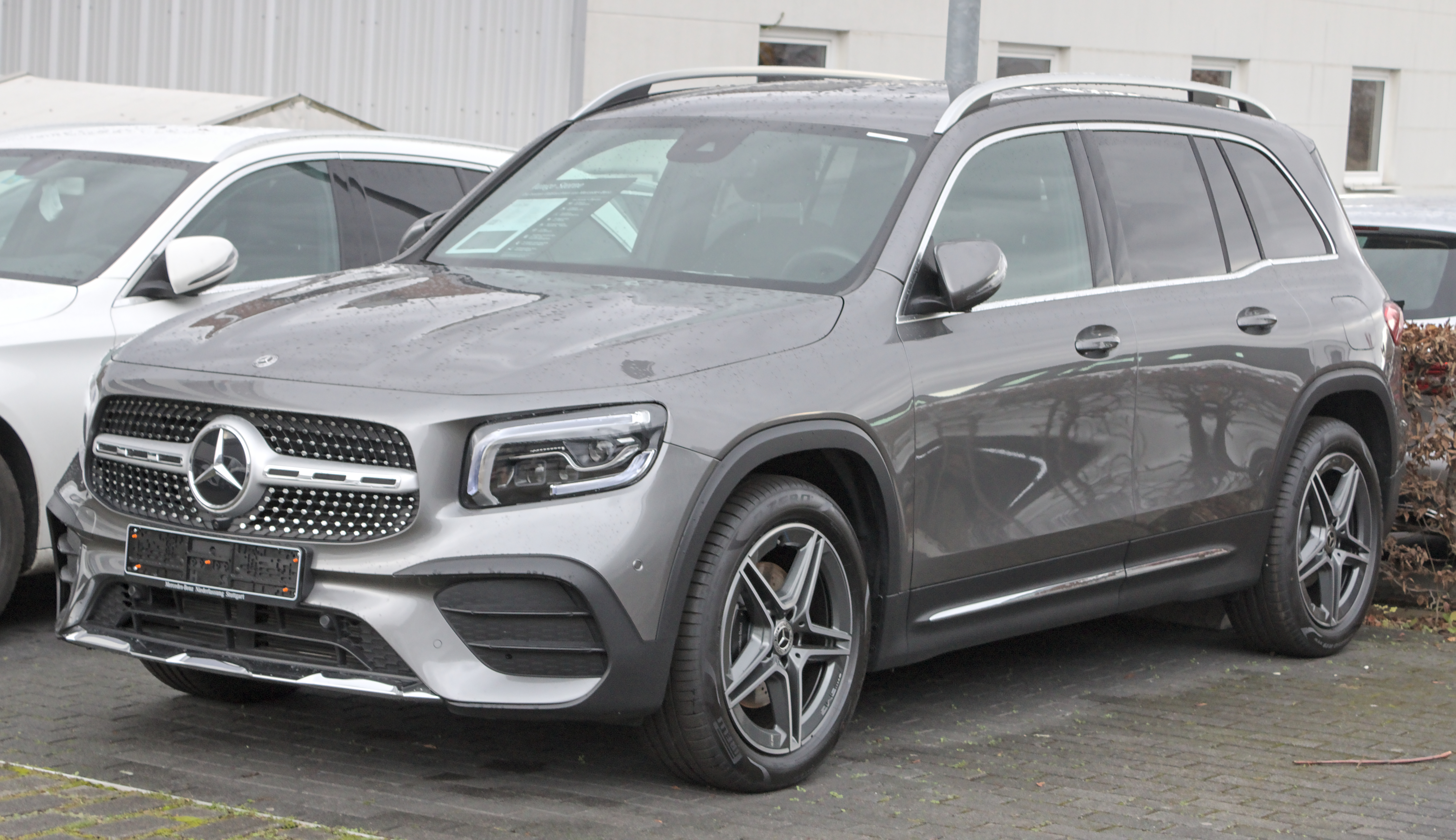
Mercedes-Benz GLB-Клас
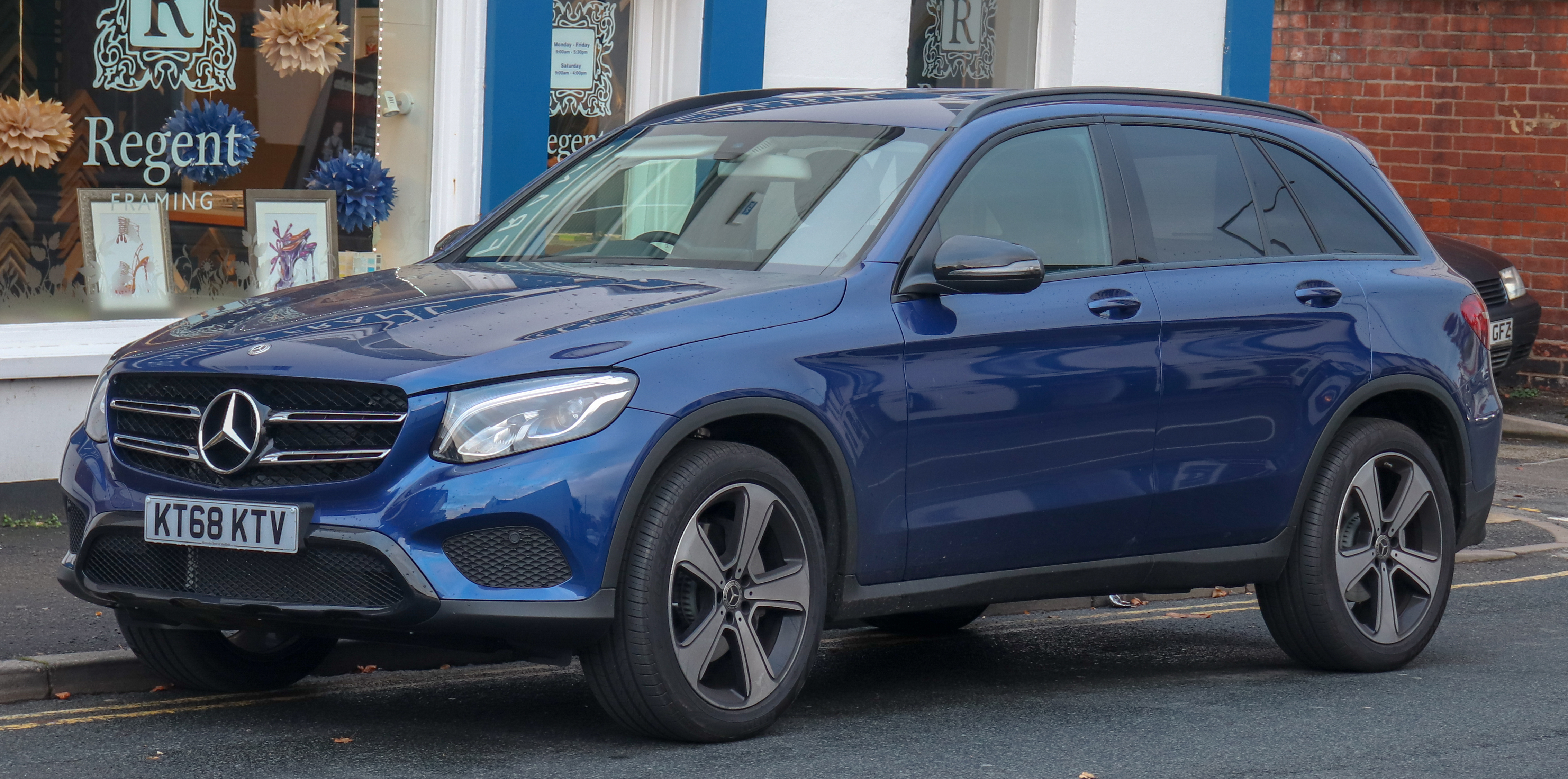
Mercedes-Benz GLC-Клас
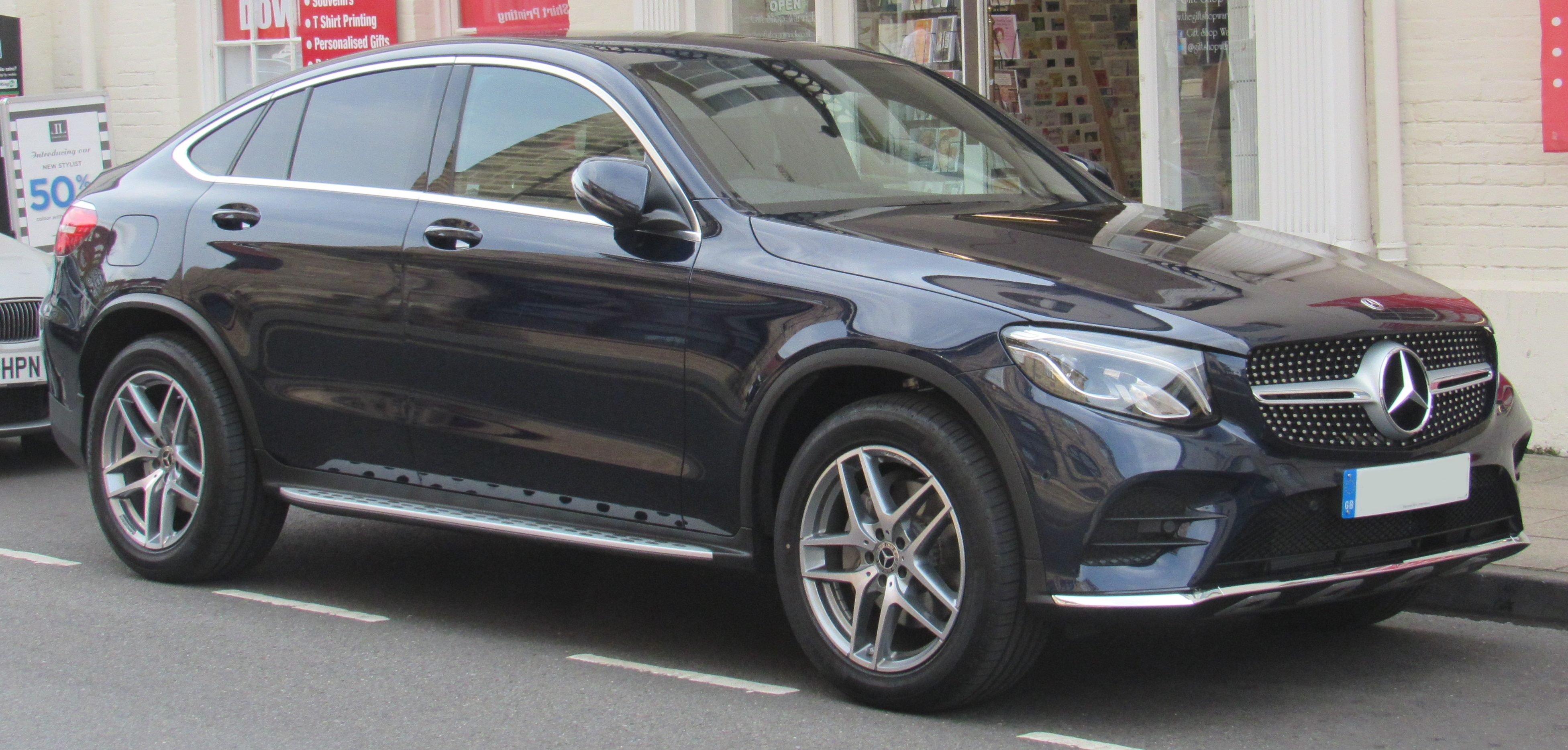
Mercedes-Benz GLC Coupe
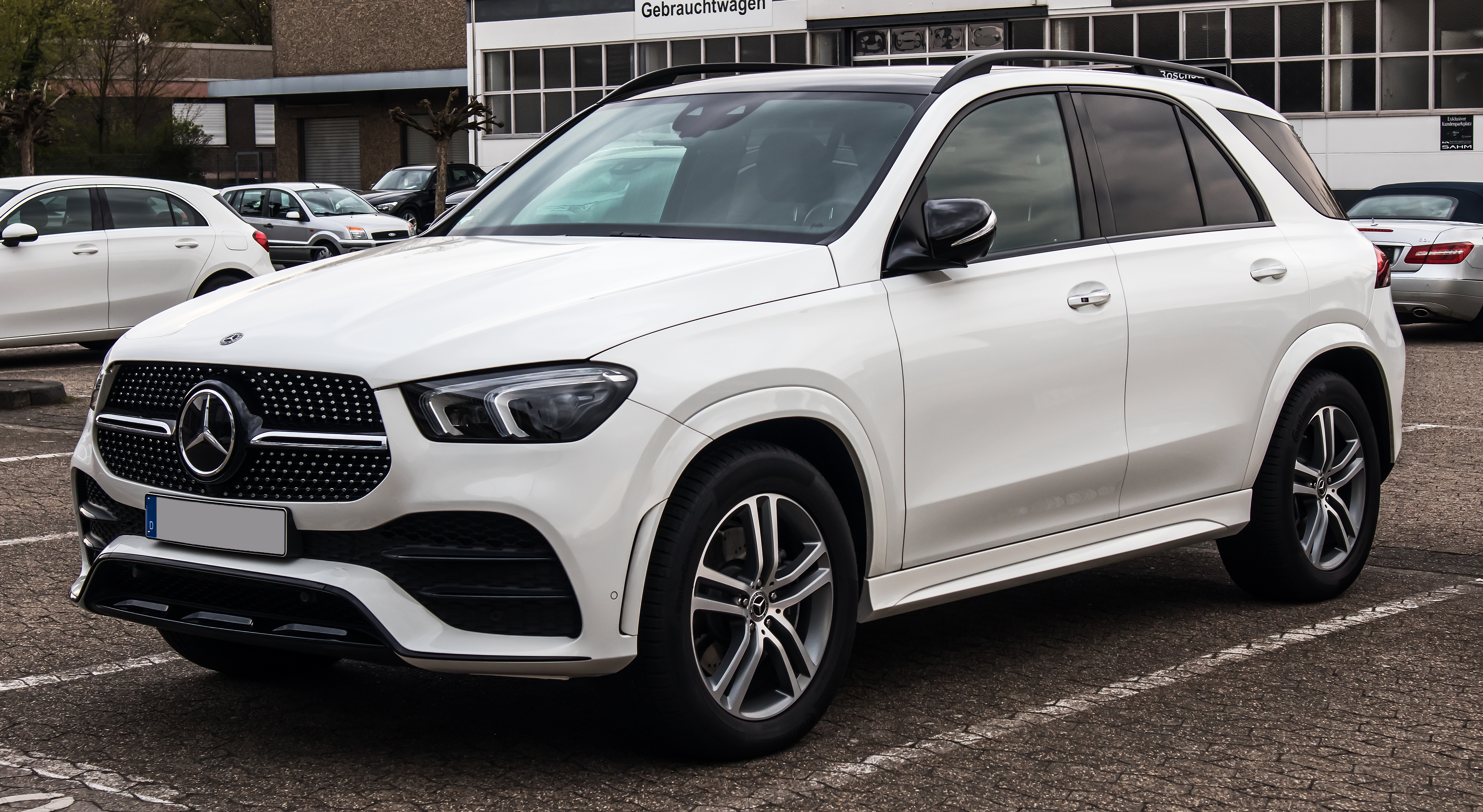
Mercedes-Benz GLE-Клас
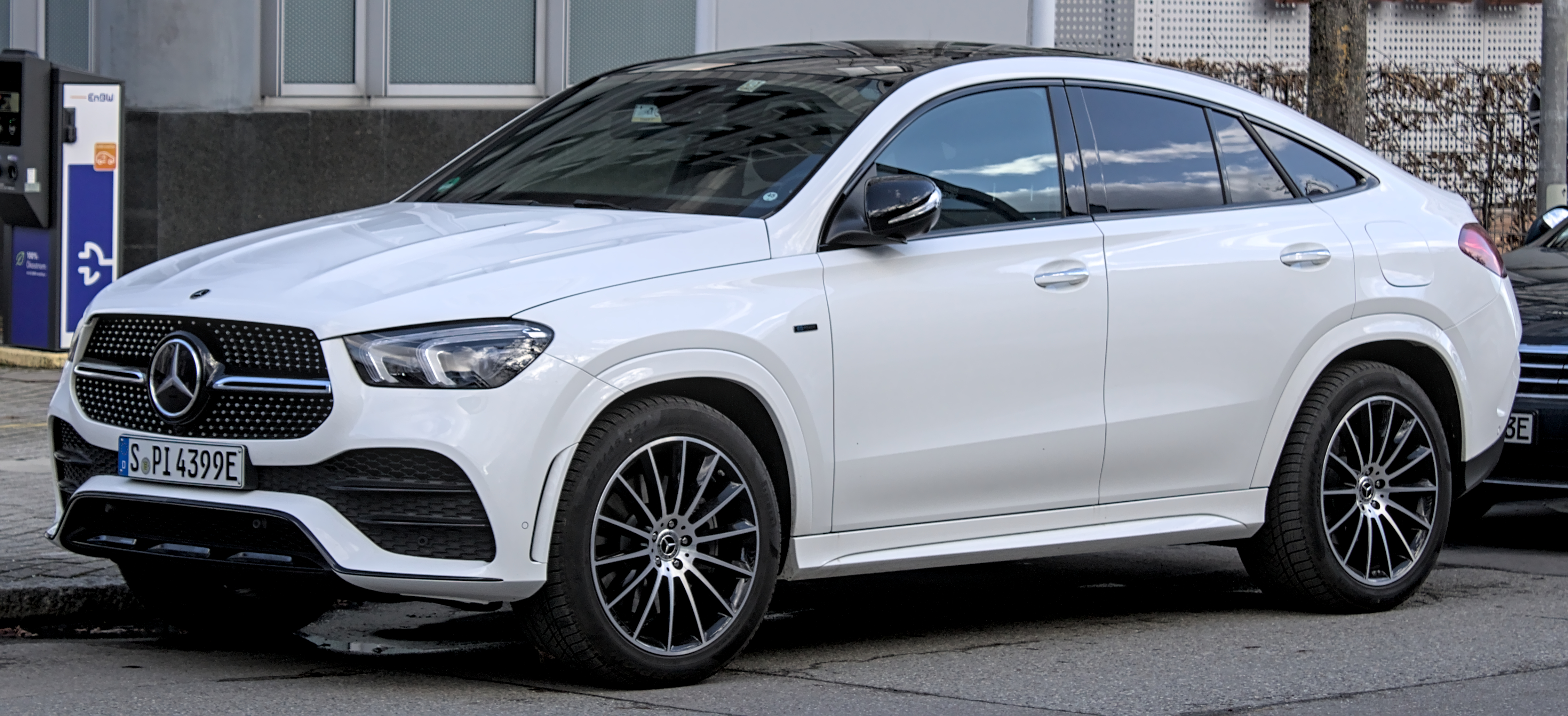
Mercedes-Benz GLE Coupe
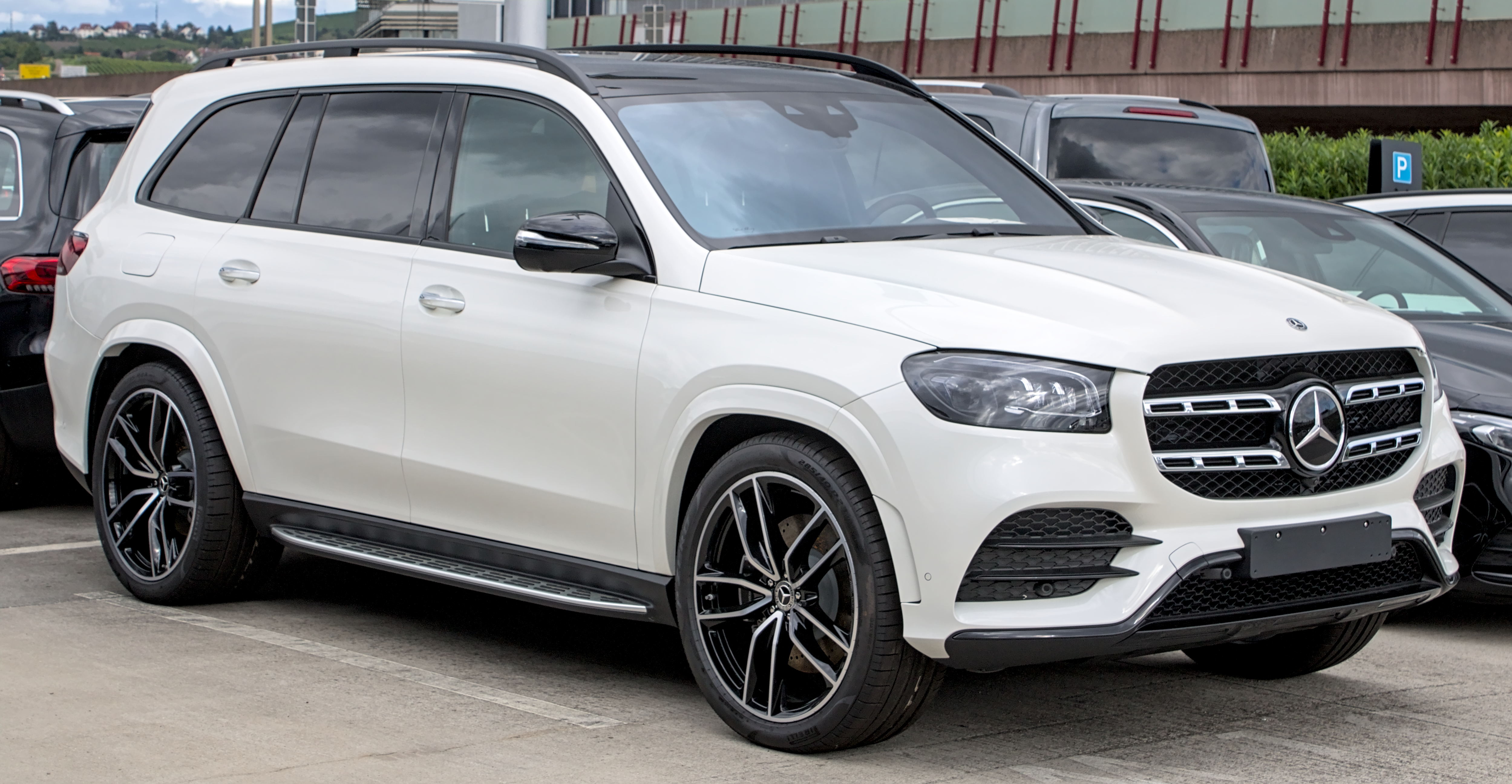
Mercedes-Benz GLS-Клас
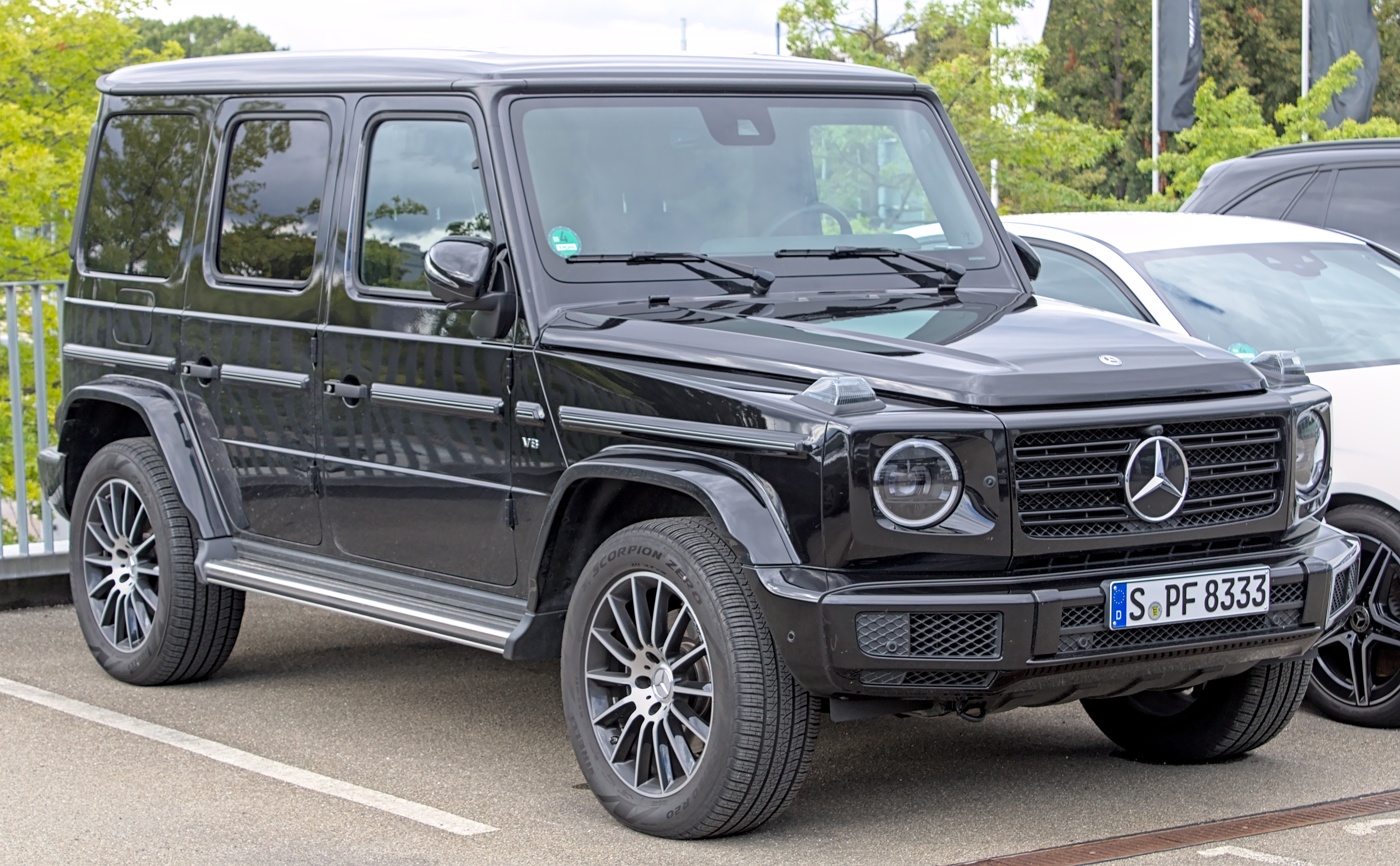
Mercedes-Benz G-Клас
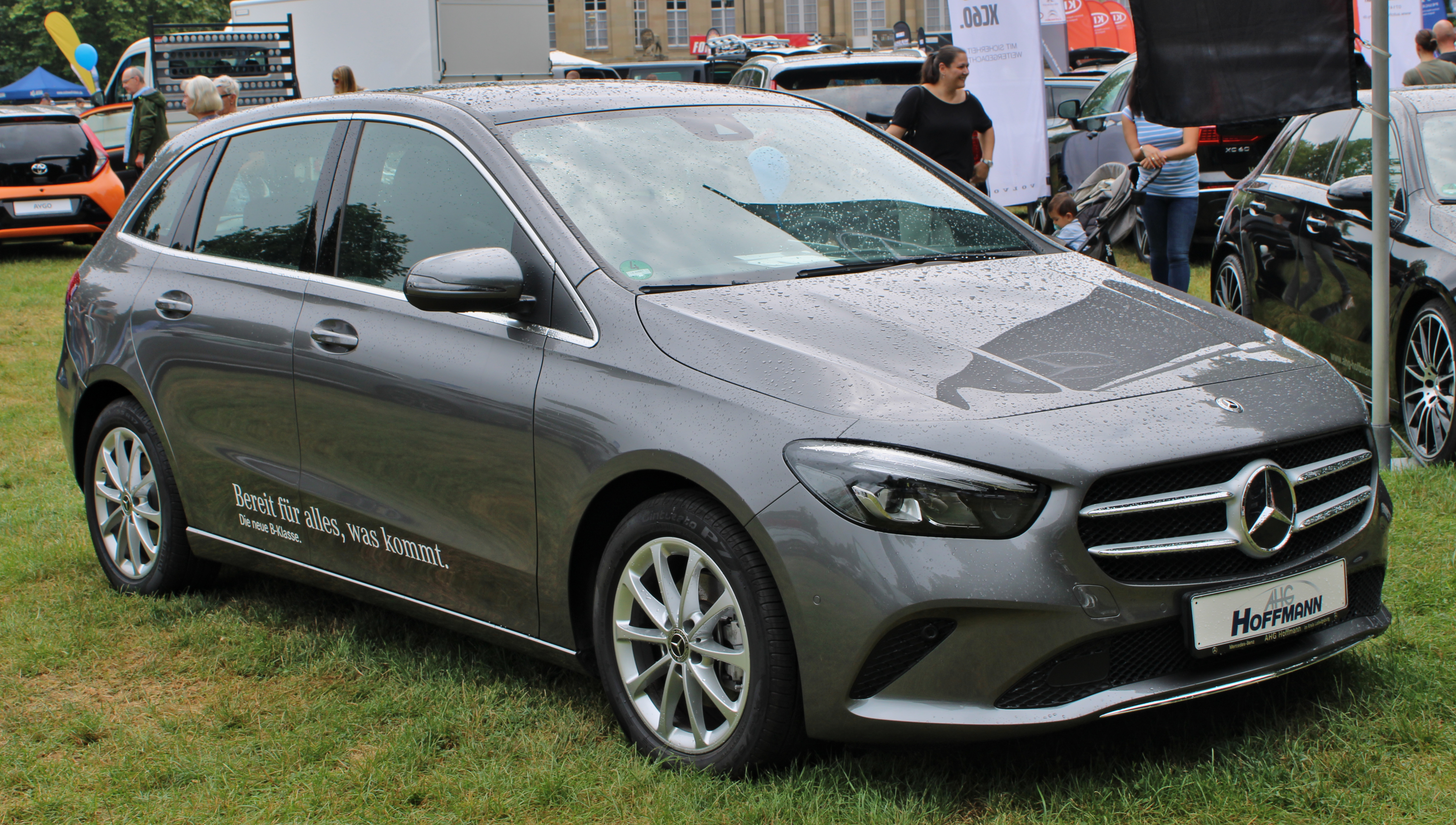
Mercedes-Benz B-Клас
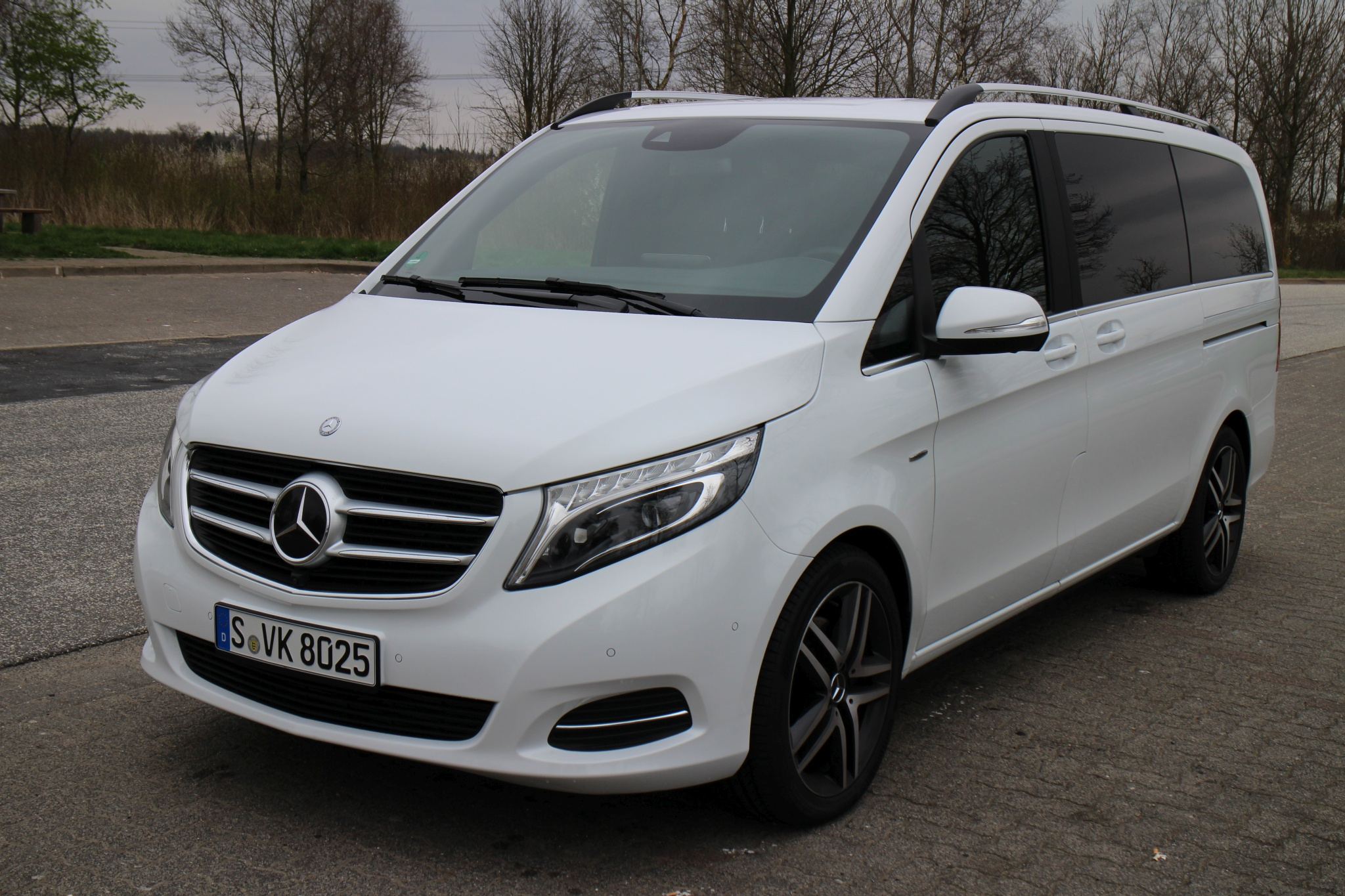
Mercedes-Benz V-Клас

#### АвтомобіліMercedes-AMG

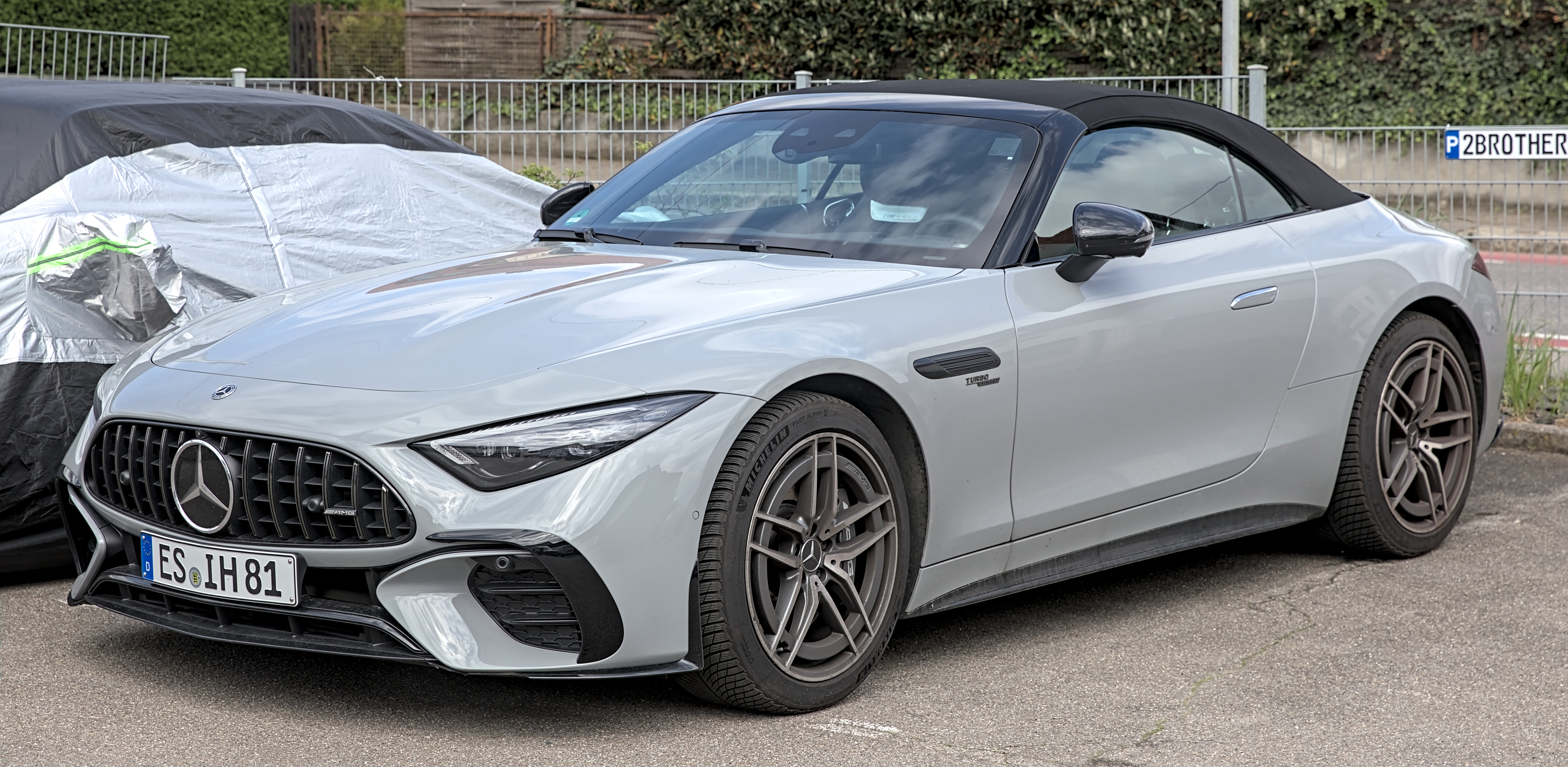
Mercedes-AMG SL
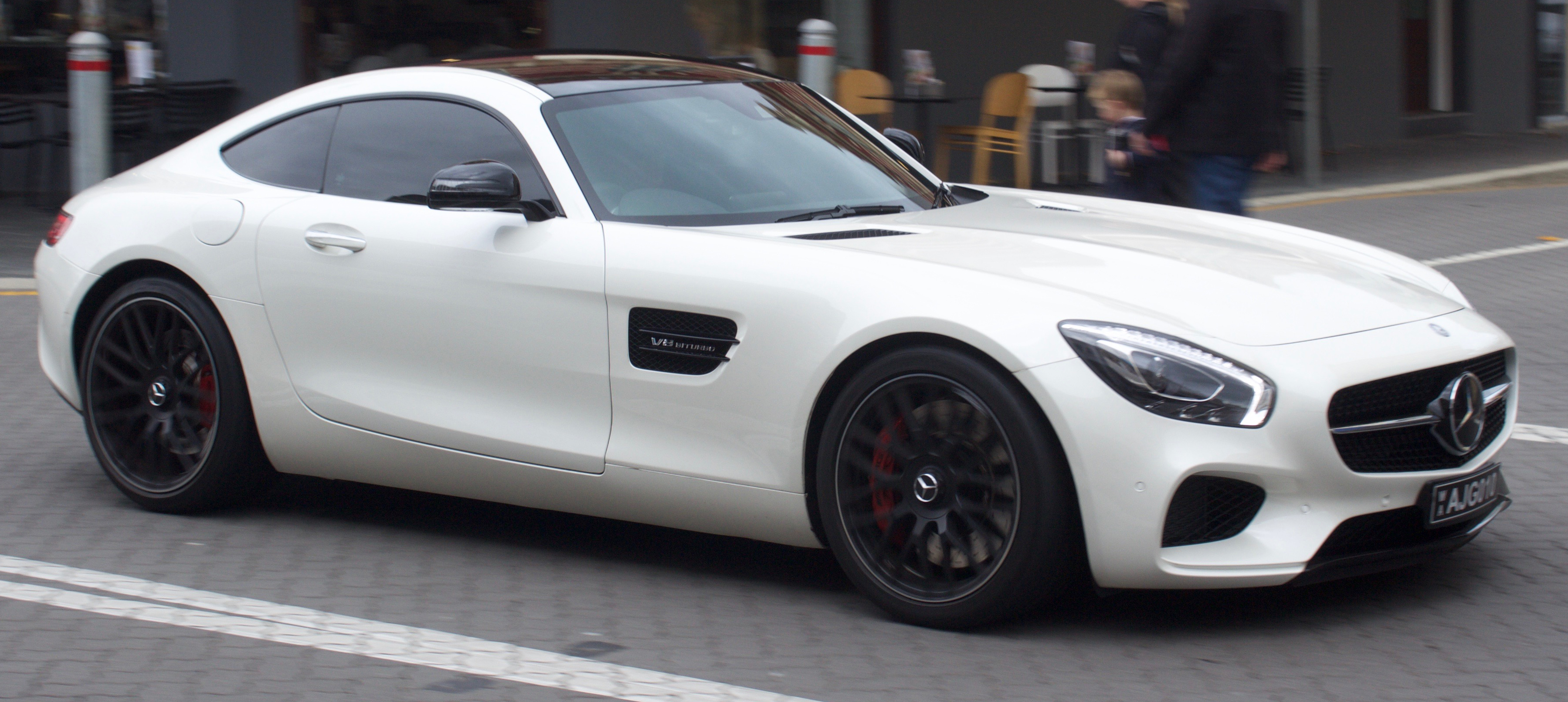
Mercedes-AMG GT
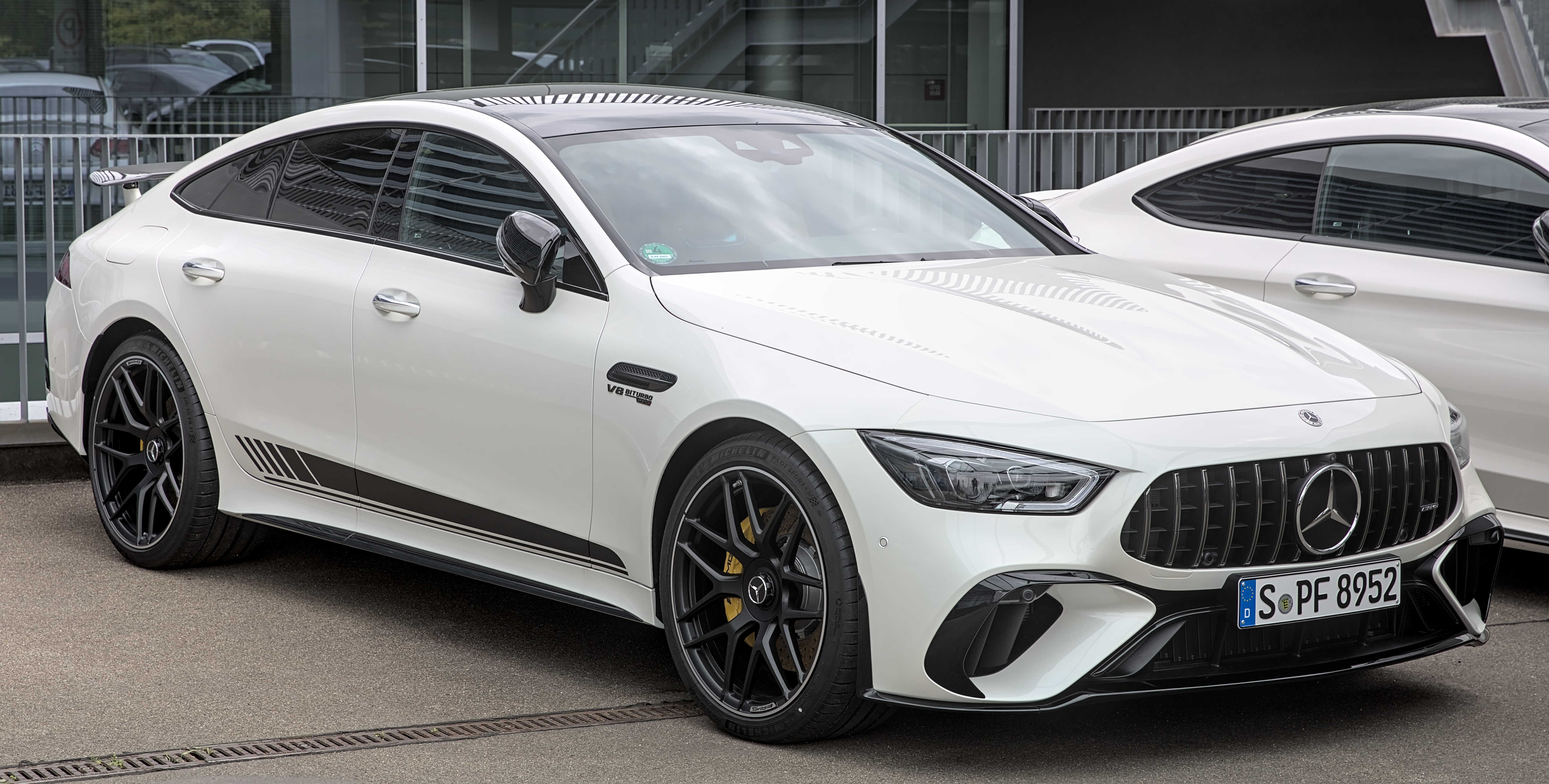
Mercedes-AMG GT 4
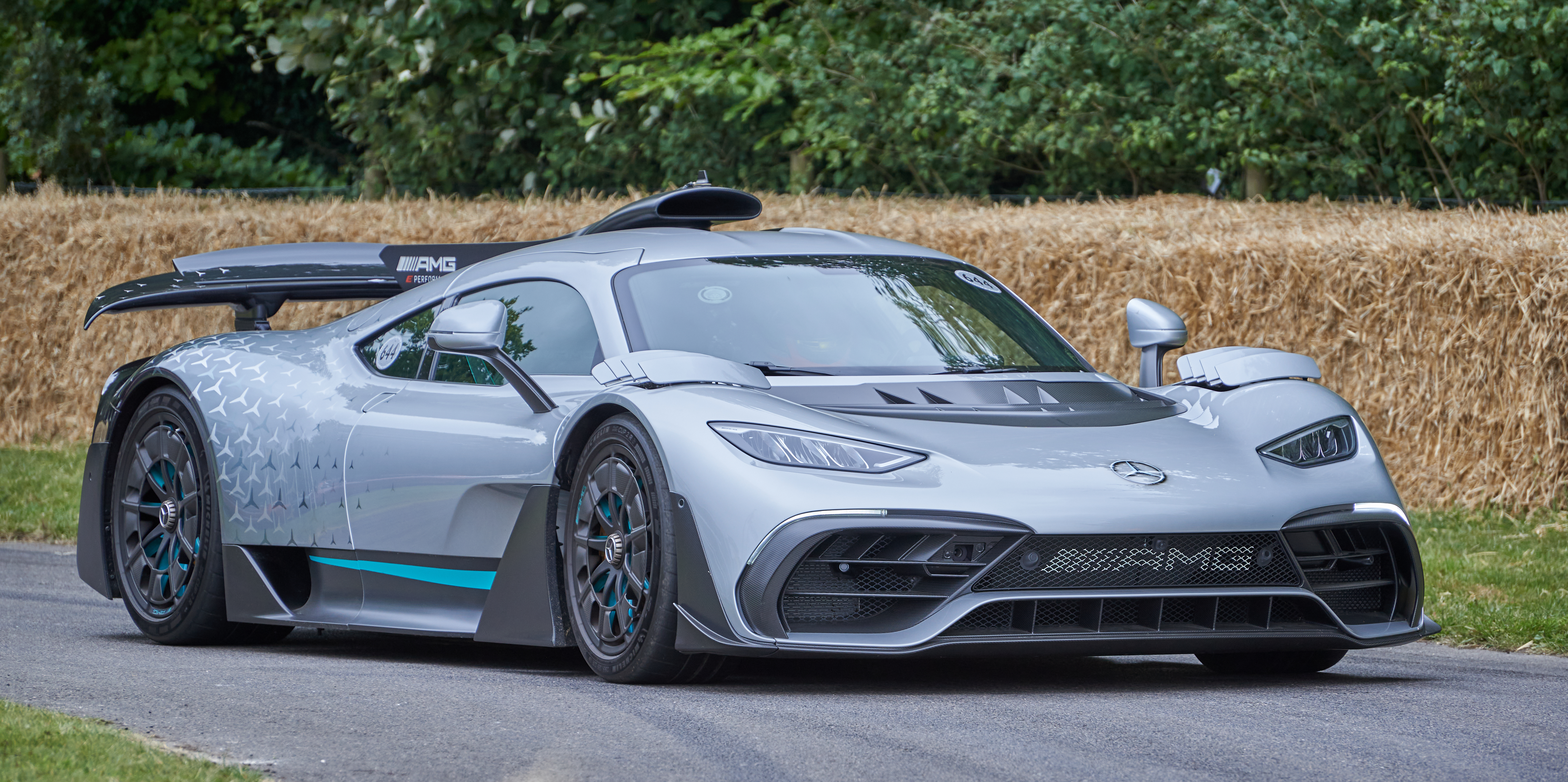
Mercedes-AMG One

### Автобуси

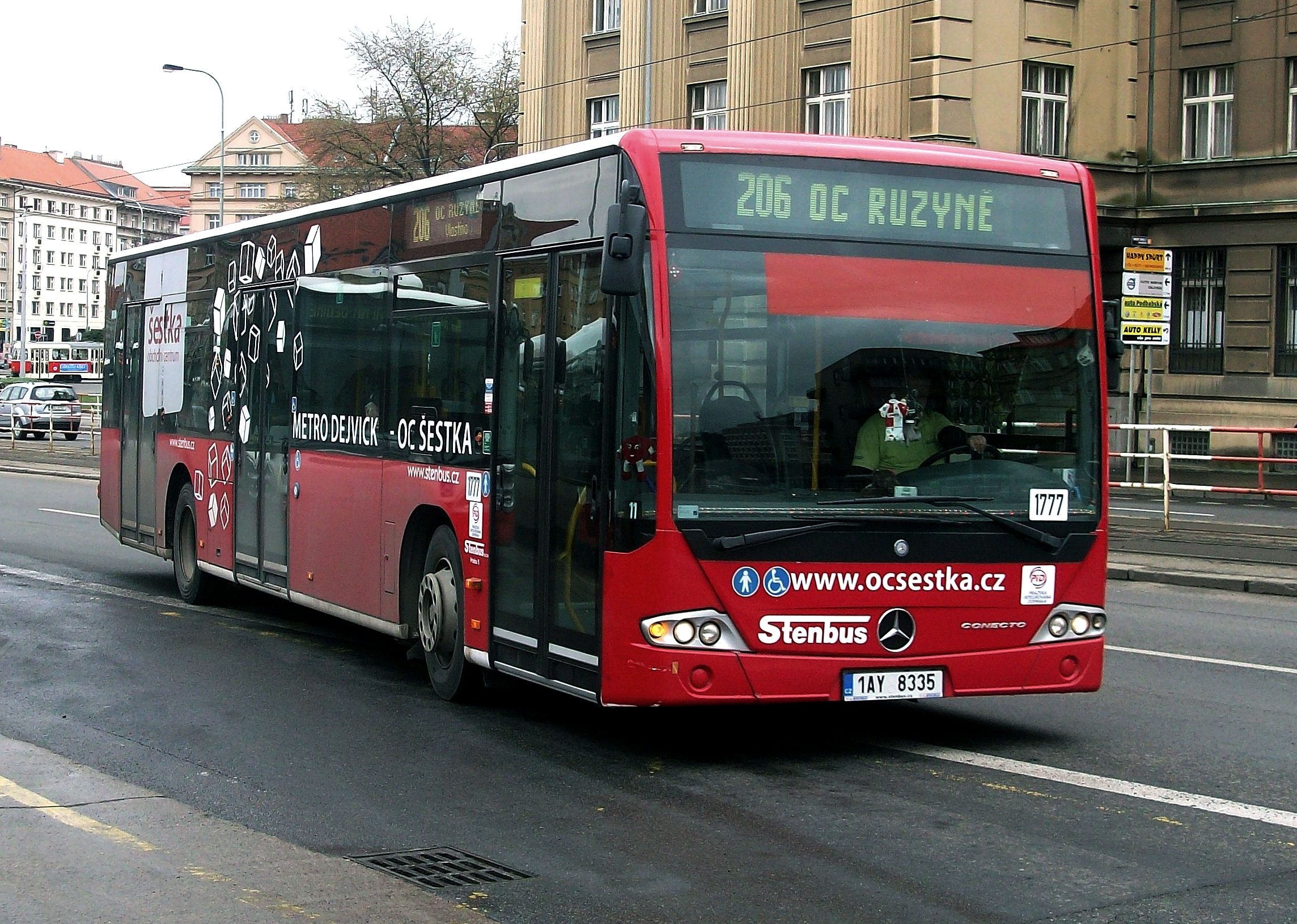
Mercedes-Benz Conecto
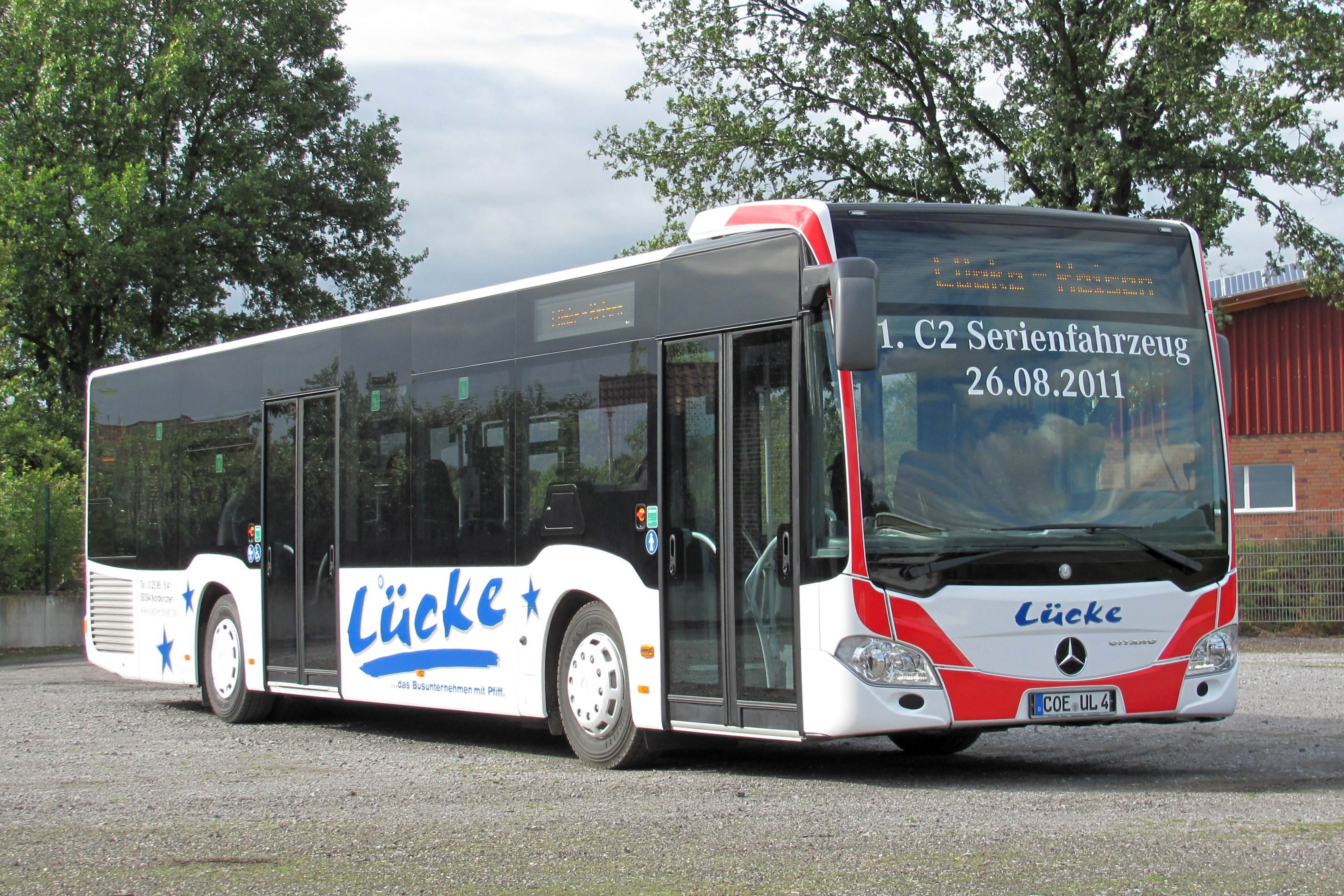
Mercedes-Benz Citaro
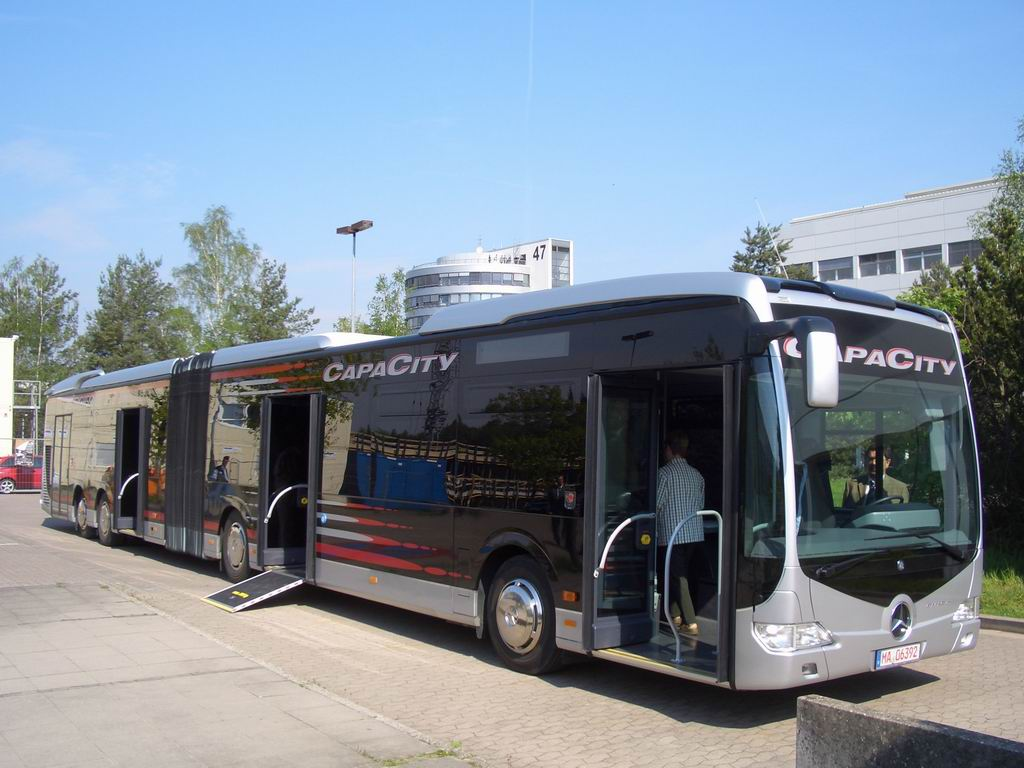
Mercedes-Benz CapaCity
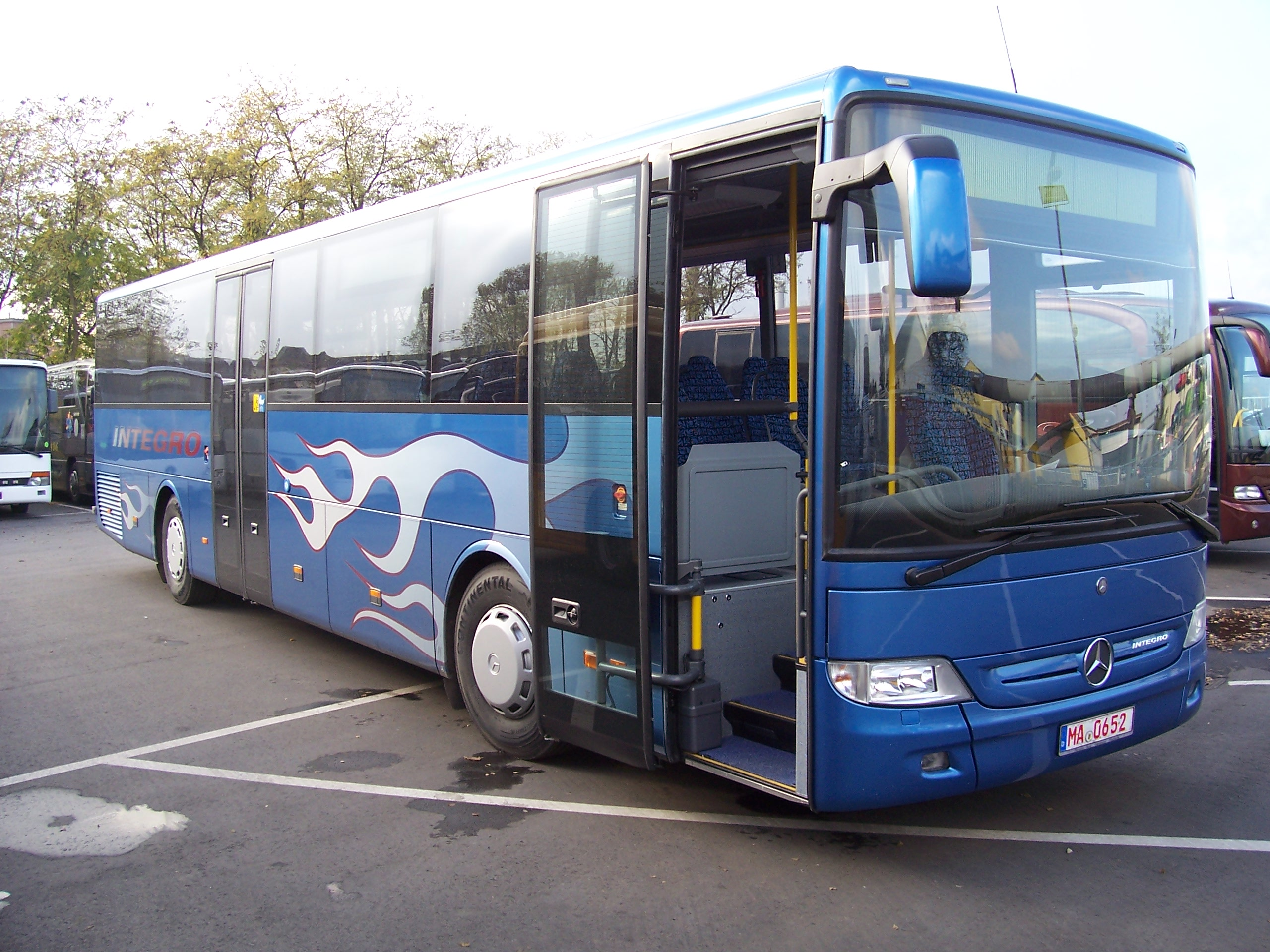
Mercedes-Benz Integro
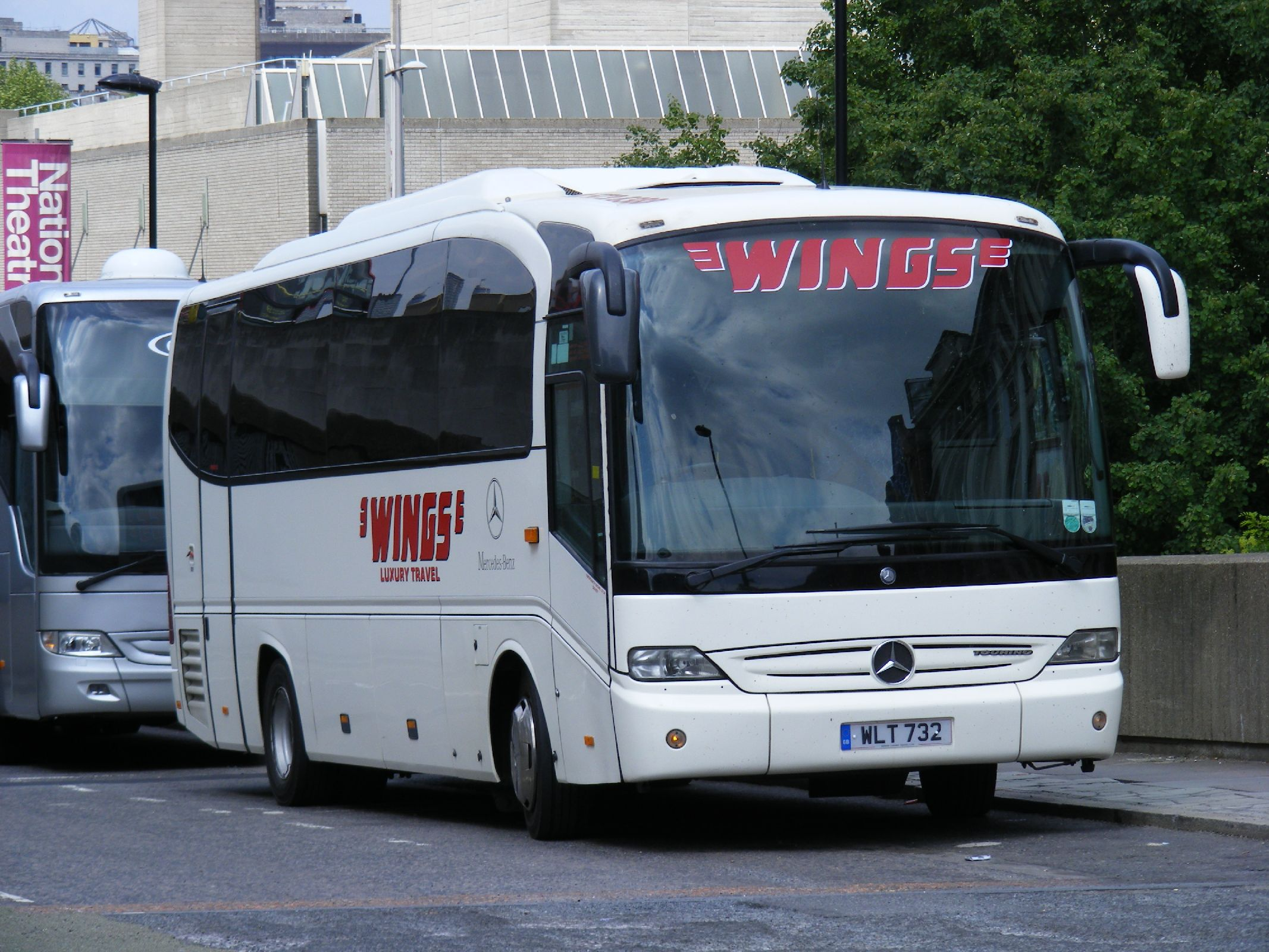
Mercedes-Benz Tourino
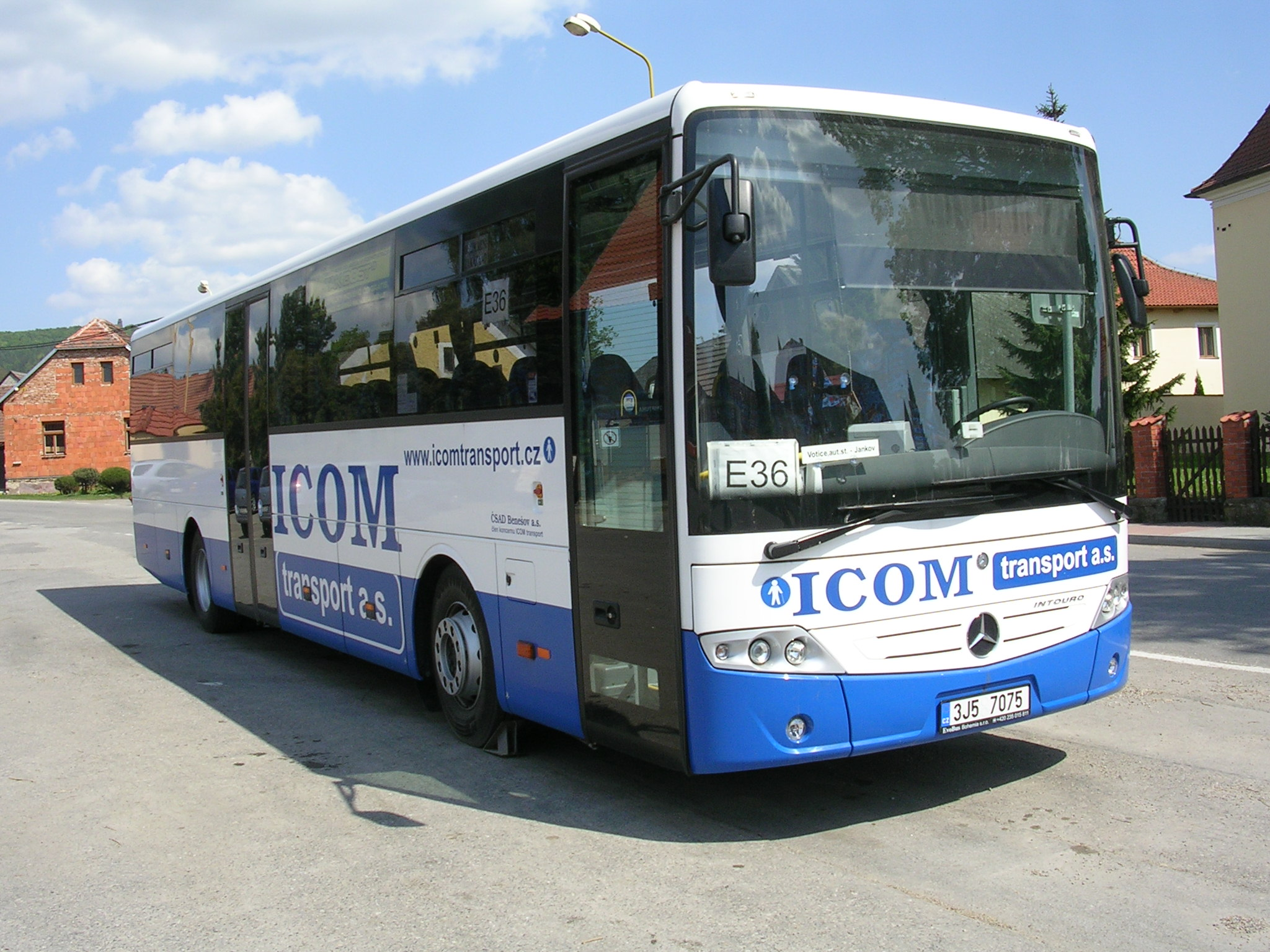
Mercedes-Benz Intouro
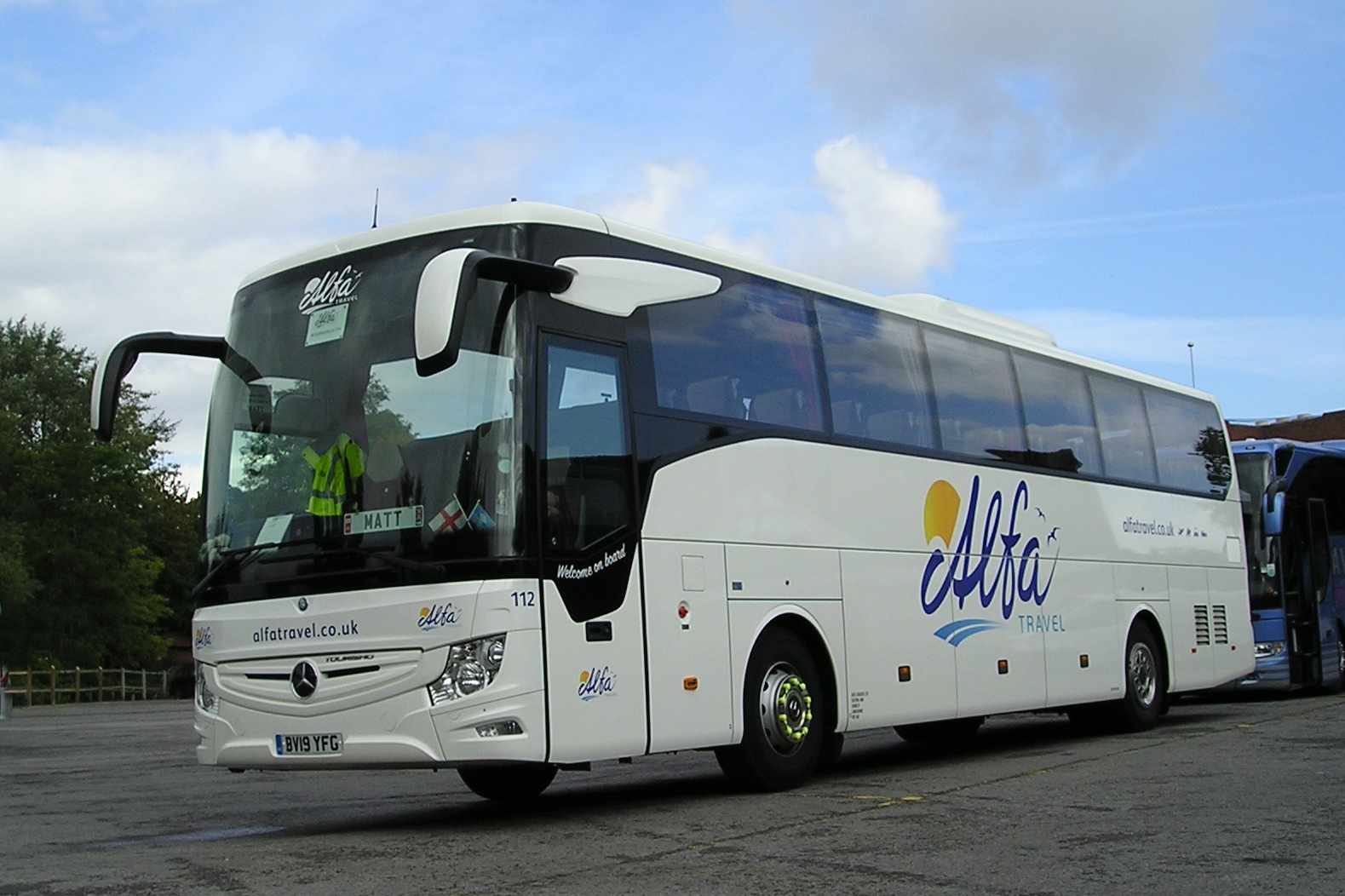
Mercedes-Benz Tourismo
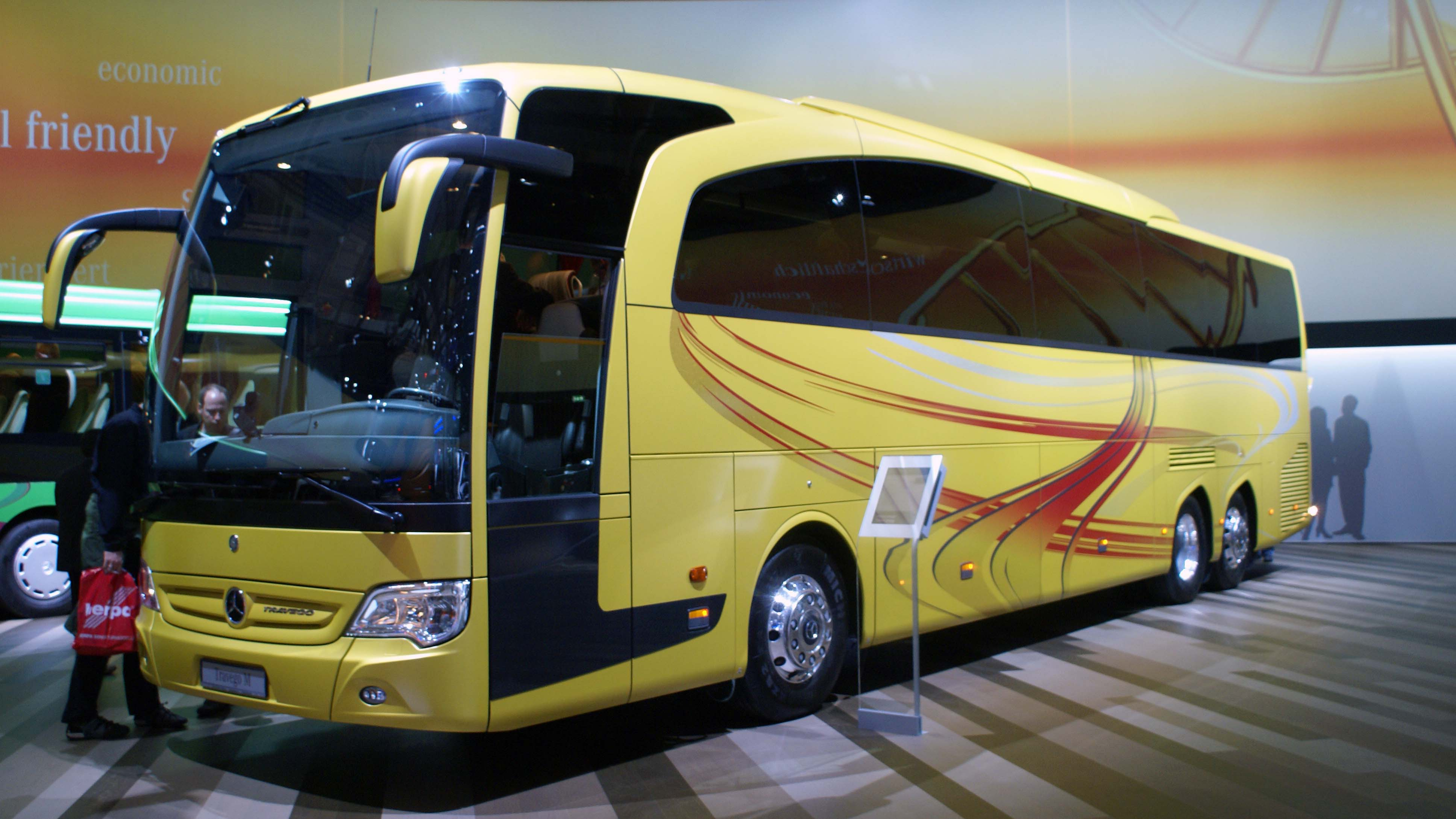
Mercedes-Benz Travego

### Вантажні автомобілі

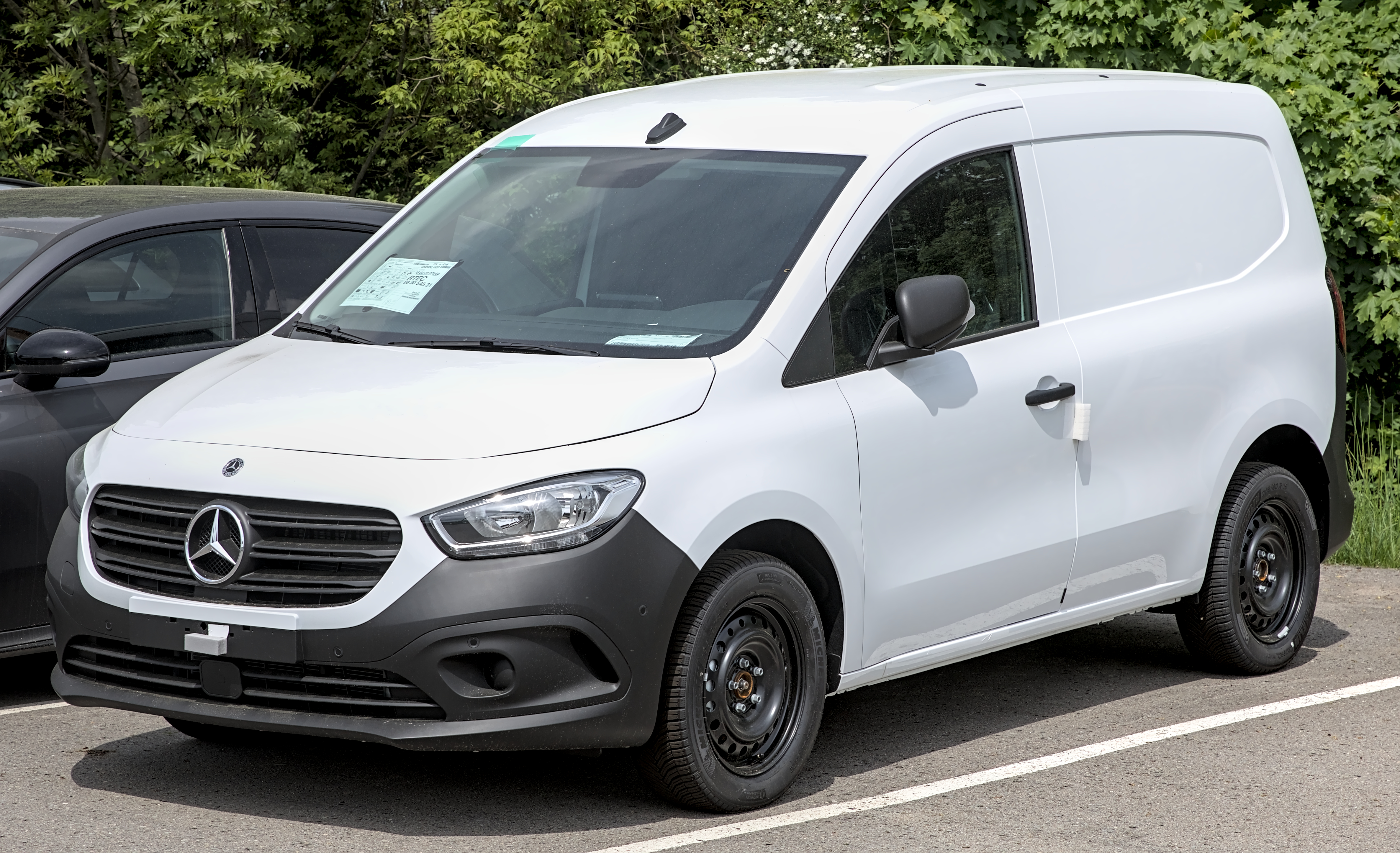
Mercedes-Benz Citan
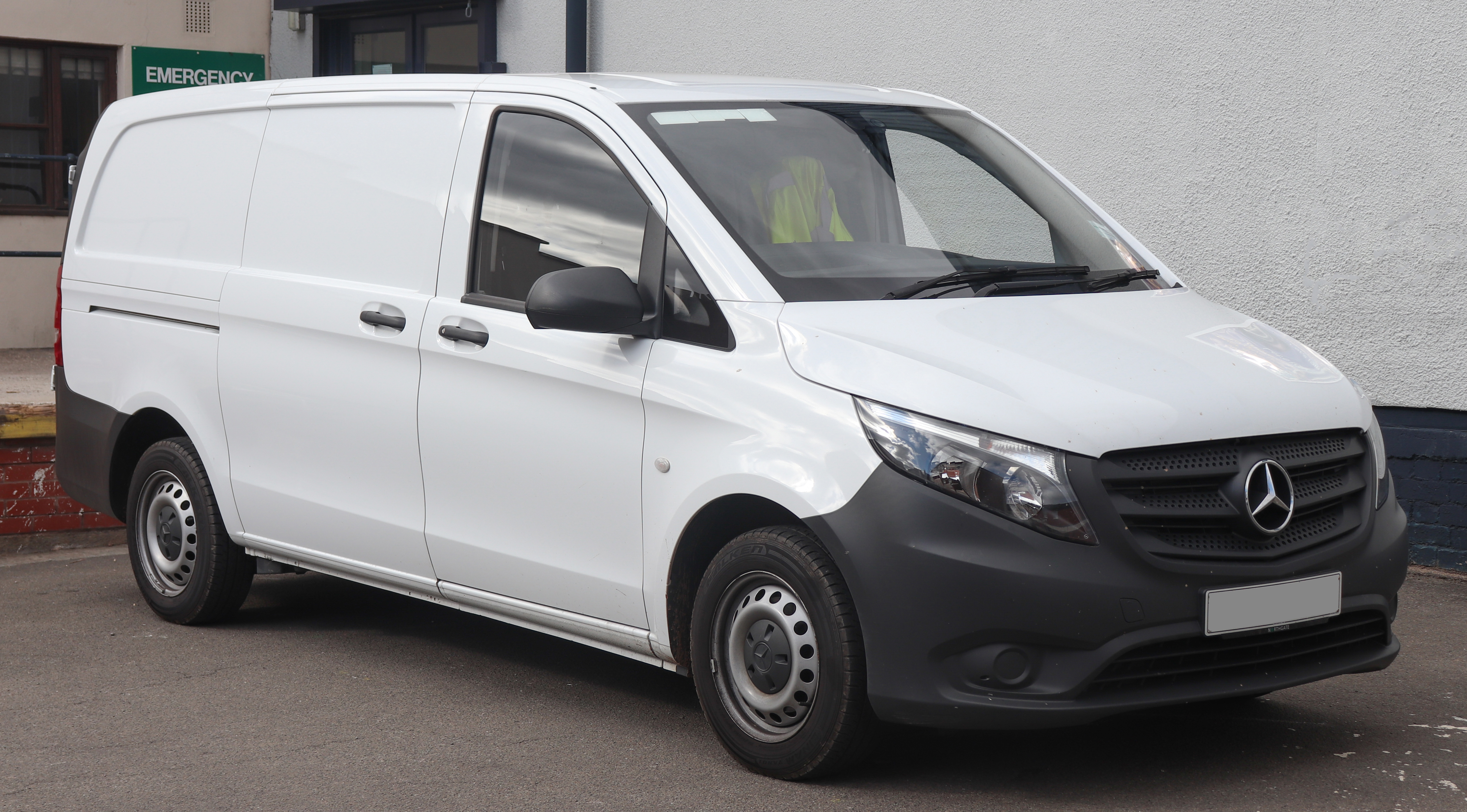
Mercedes-Benz Vito
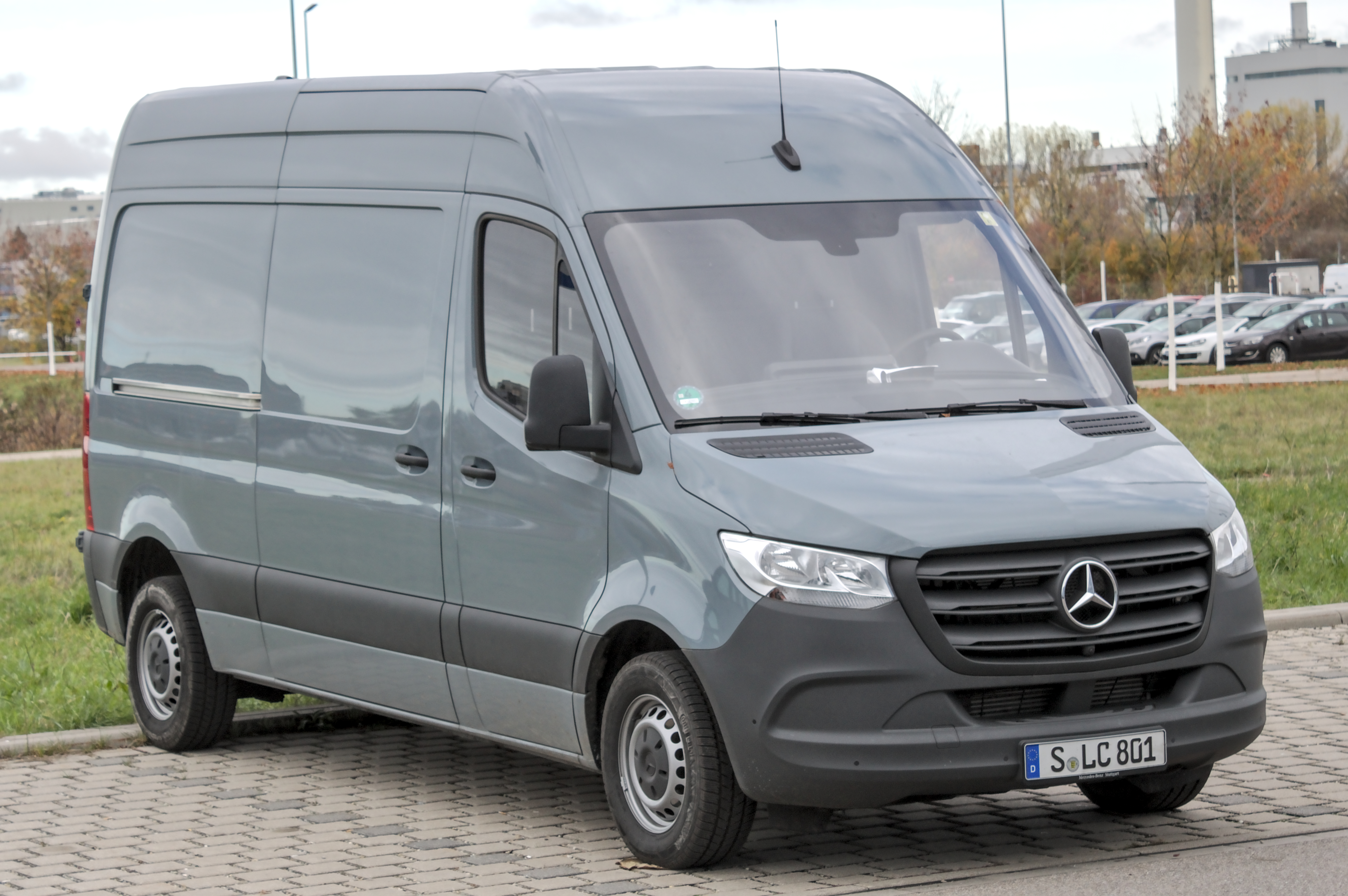
Mercedes-Benz Sprinter
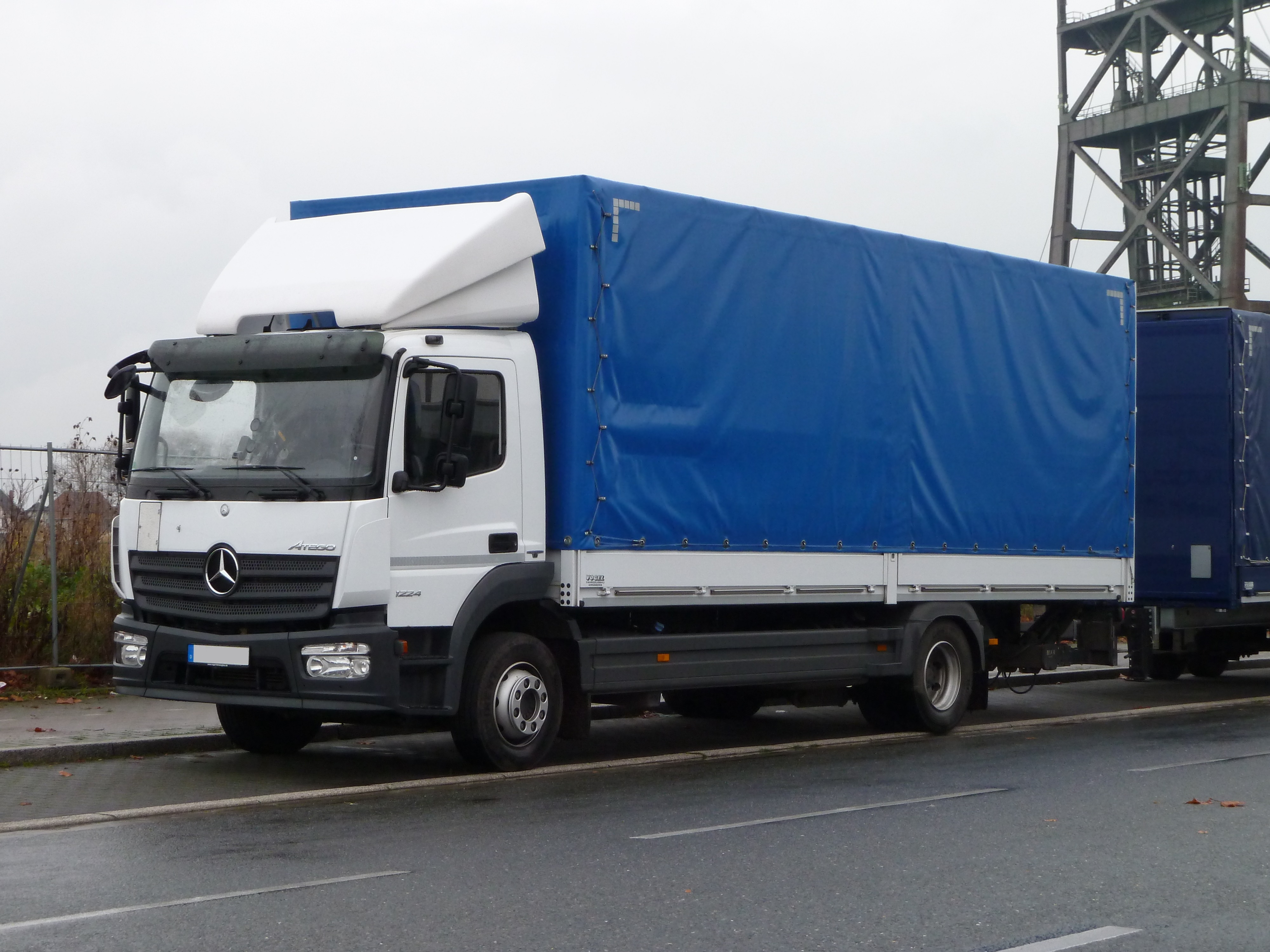
Mercedes-Benz Atego
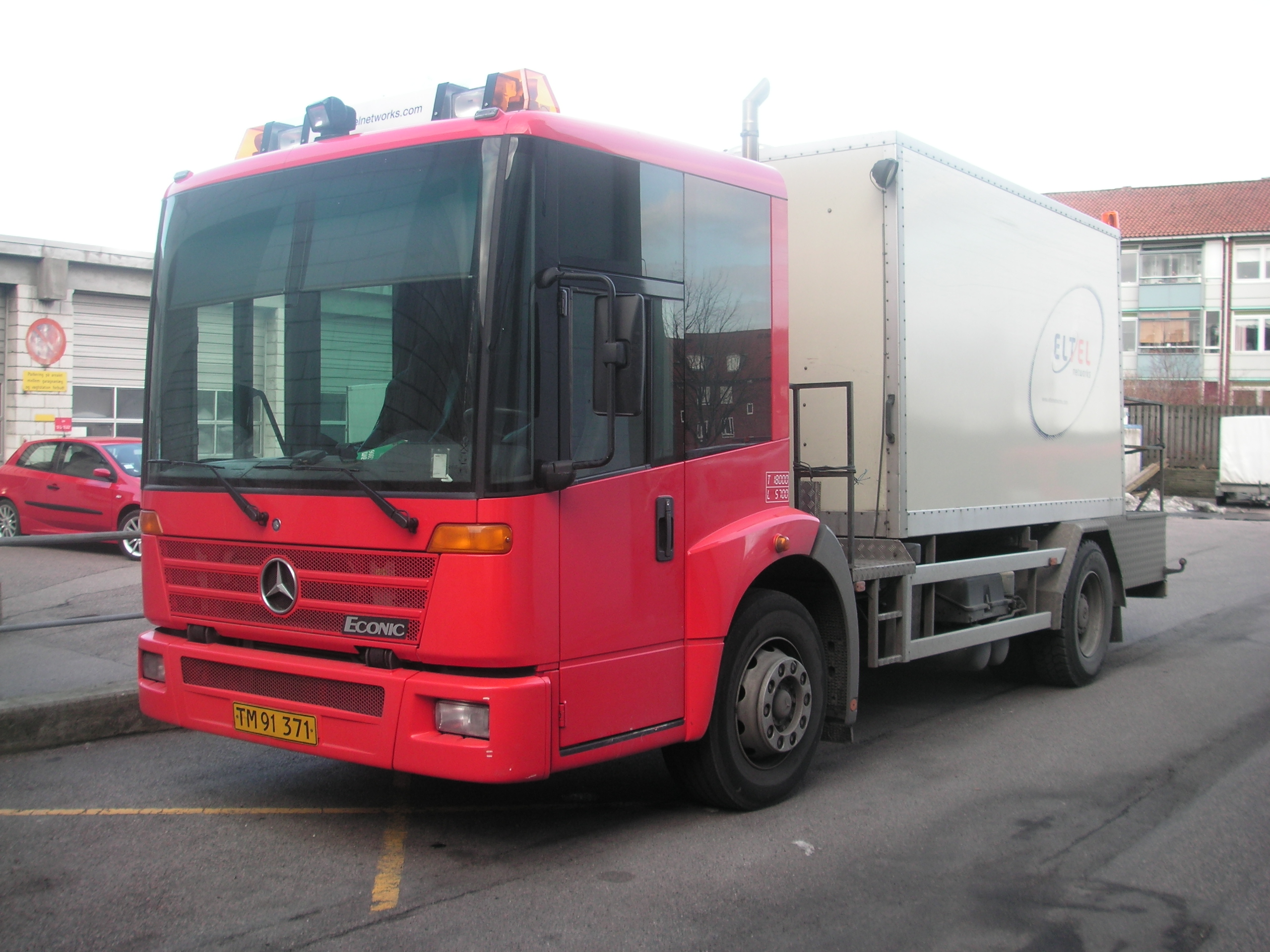
Mercedes-Benz Econic
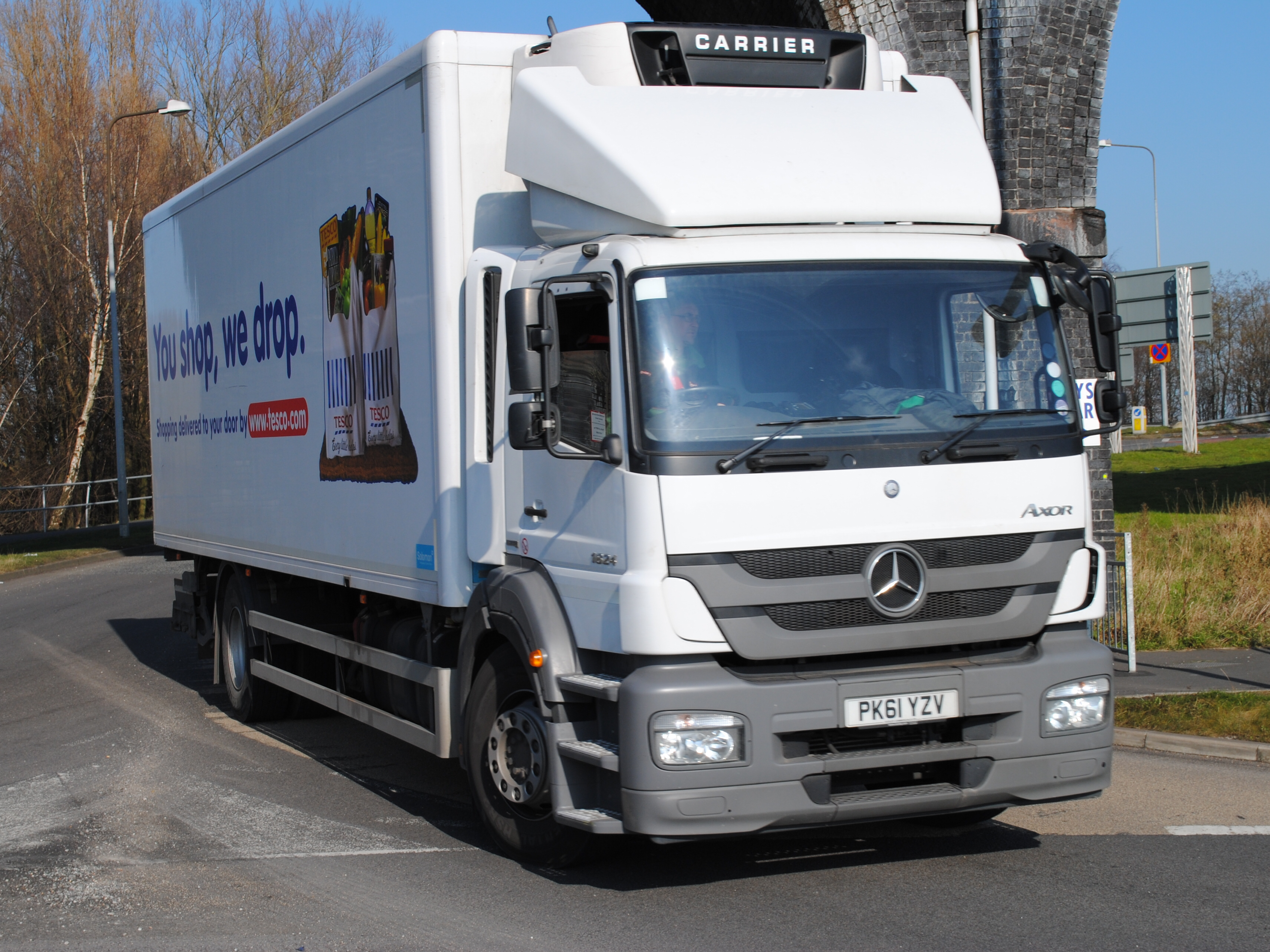
Mercedes-Benz Axor
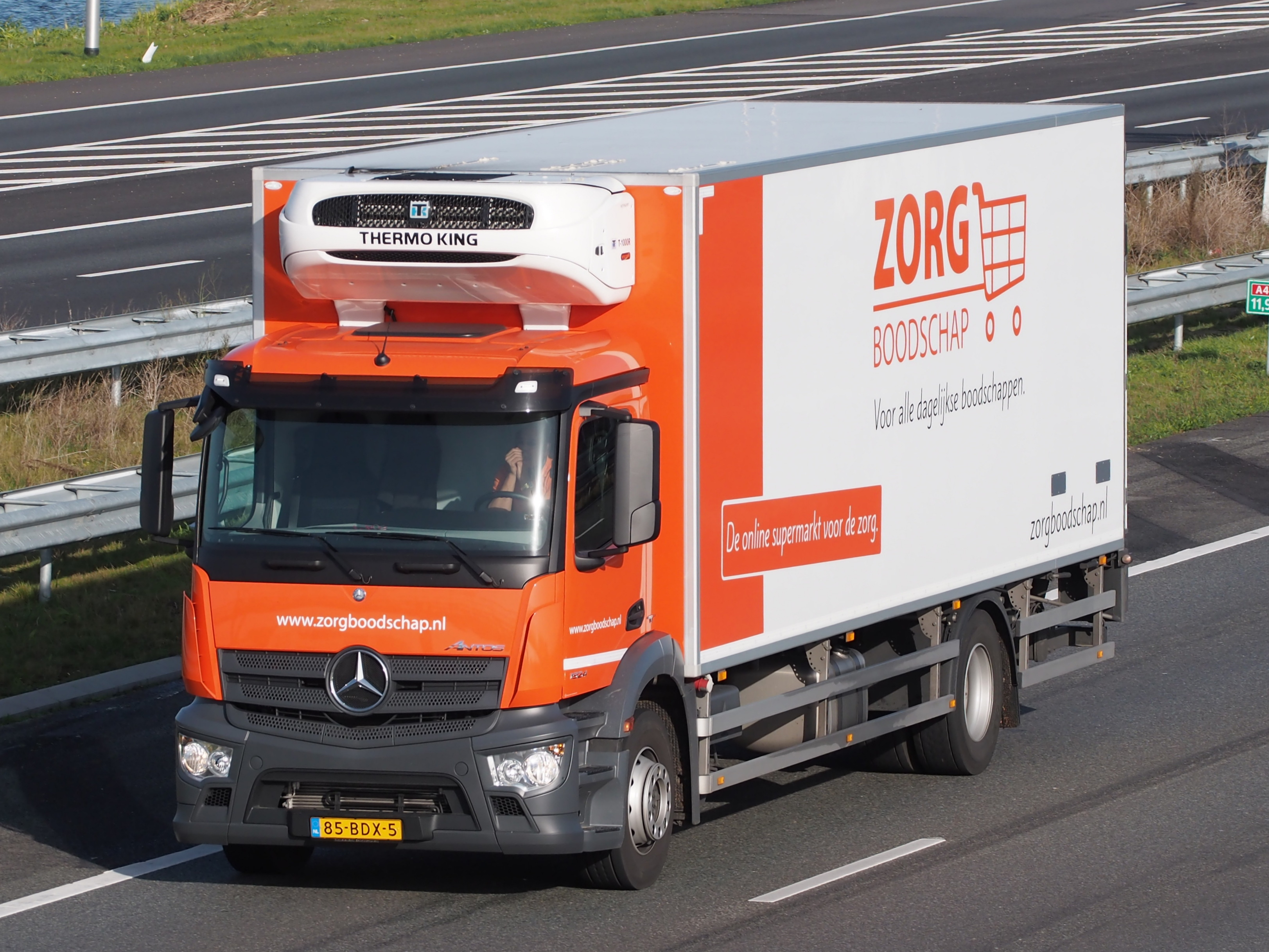
Mercedes-Benz Antos
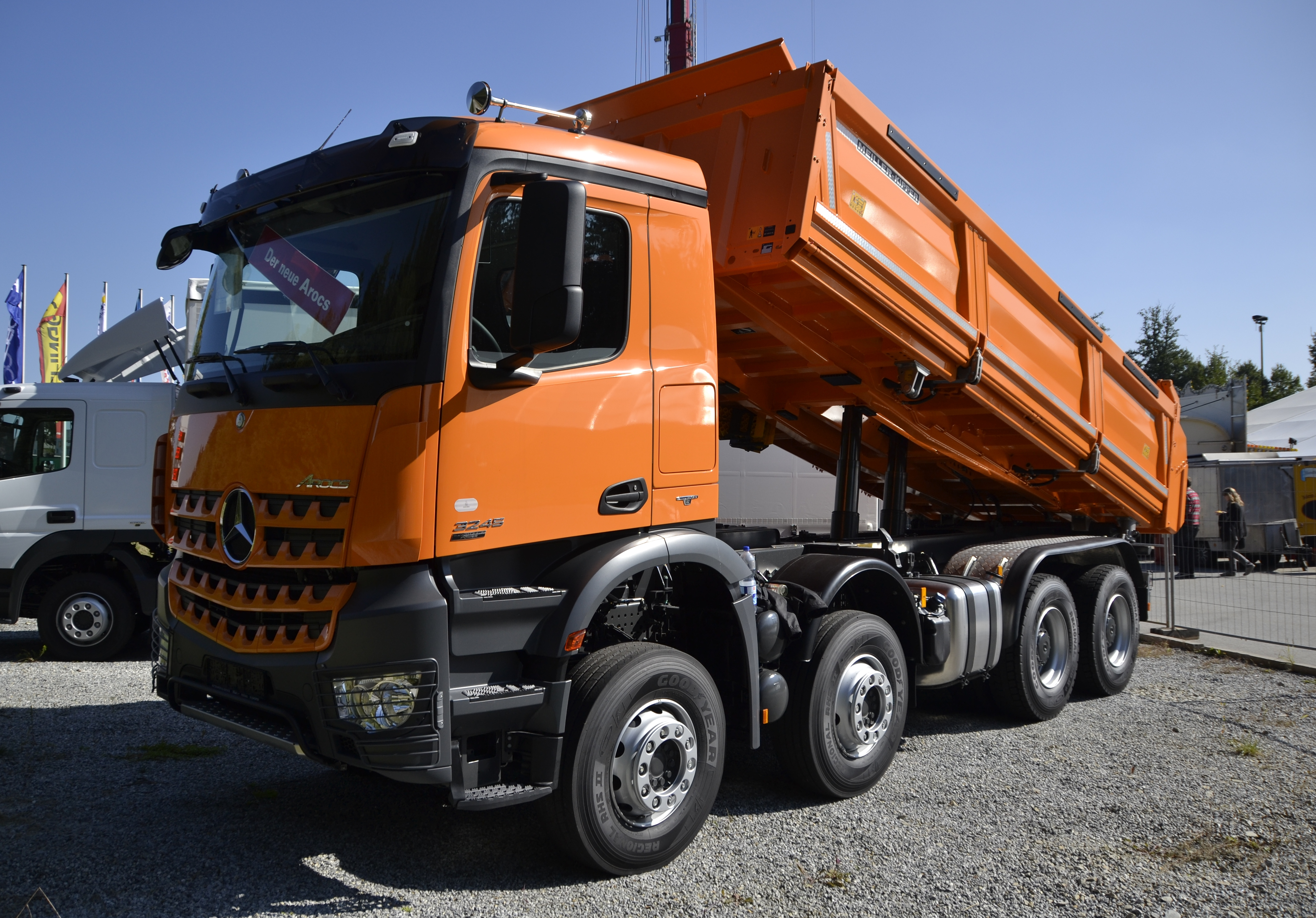
Mercedes-Benz Arocs
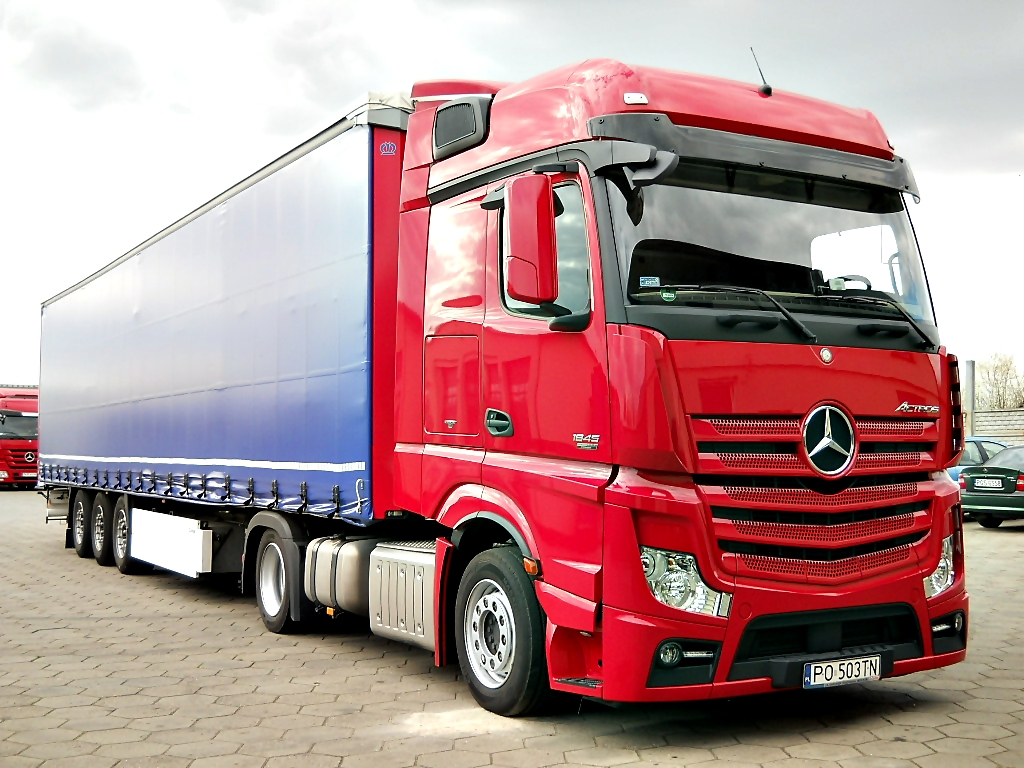
Mercedes-Benz Actros
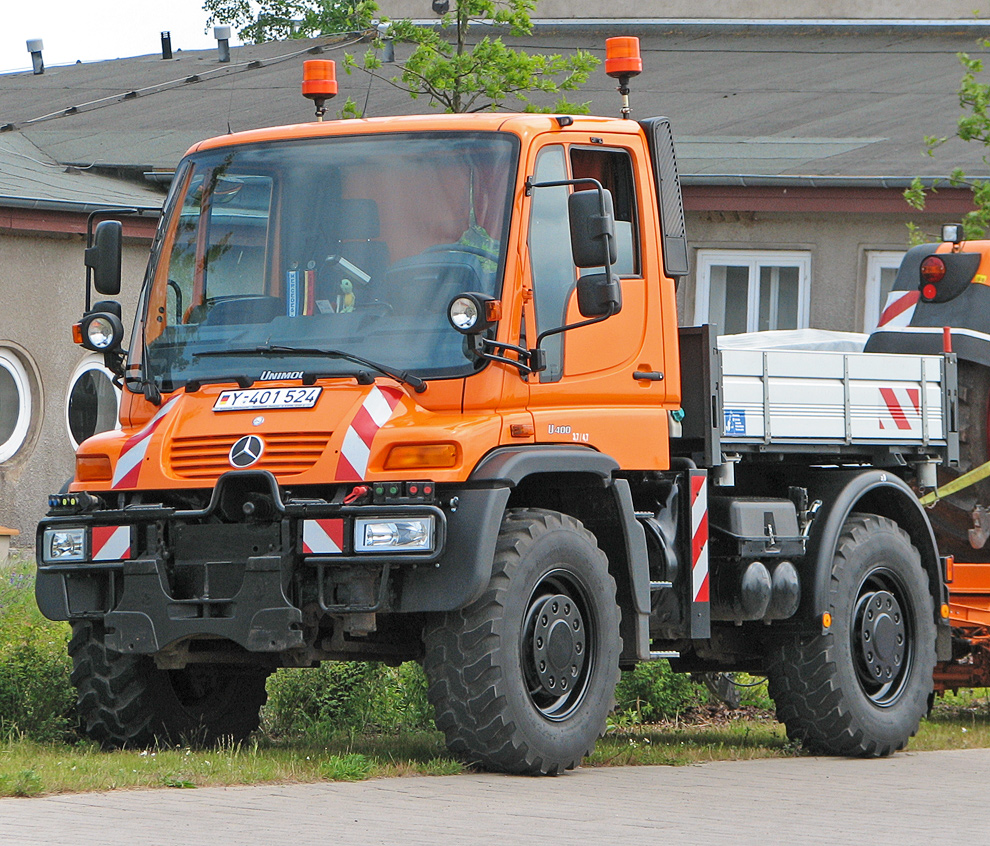
Unimog
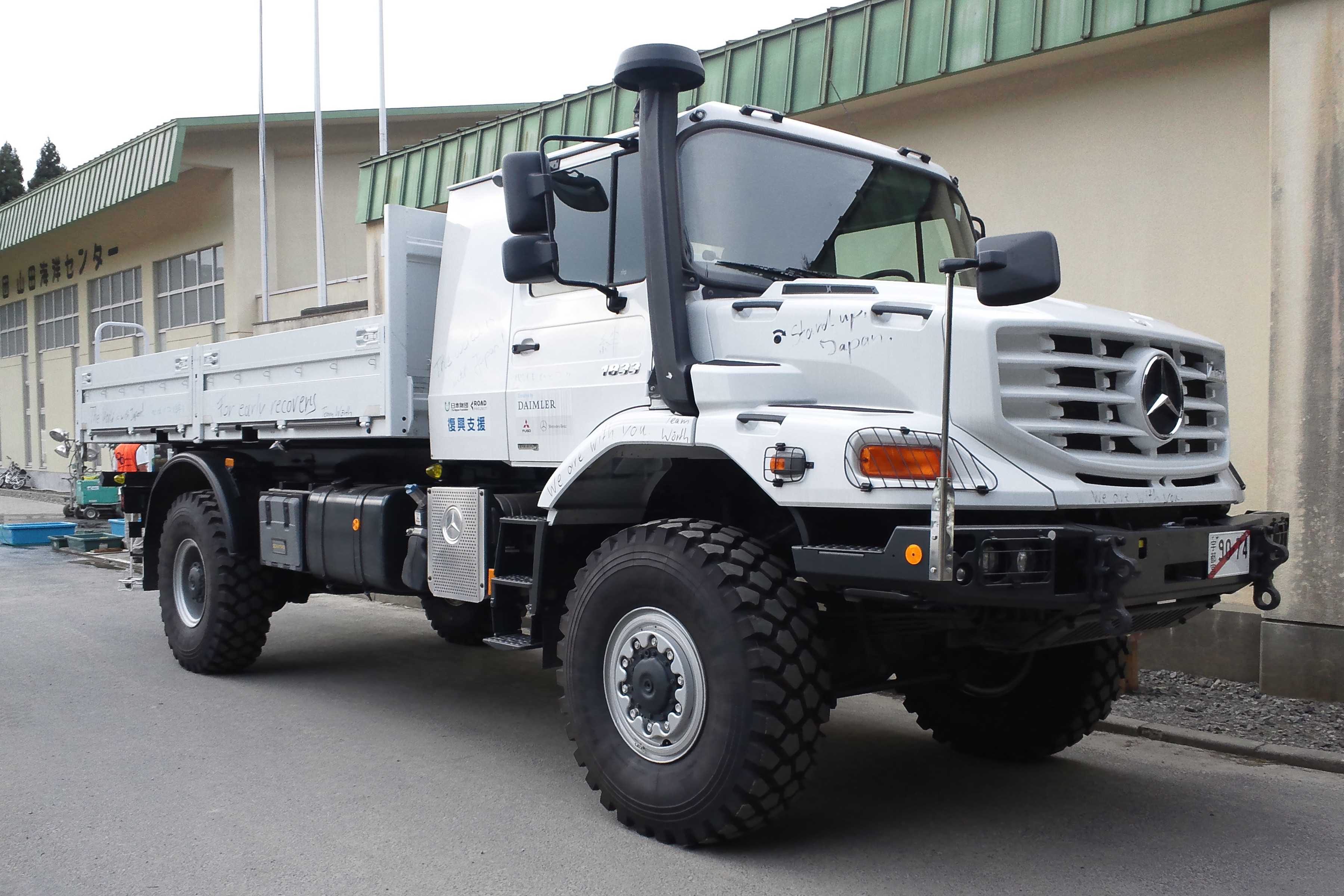
Mercedes-Benz Zetros

## Тюнінг автомобілів Mercedes-Benz

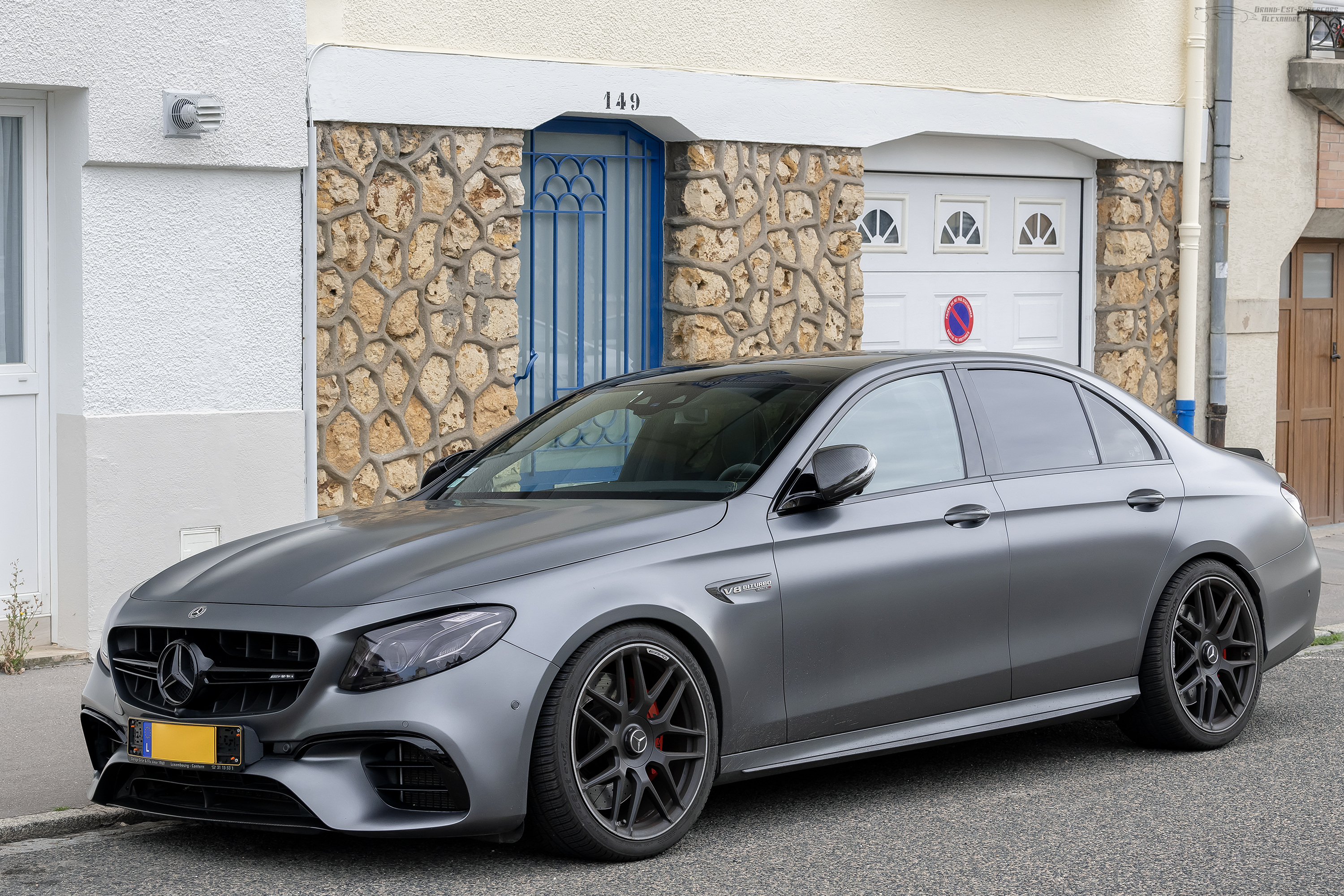
Mercedes-AMG E63 S

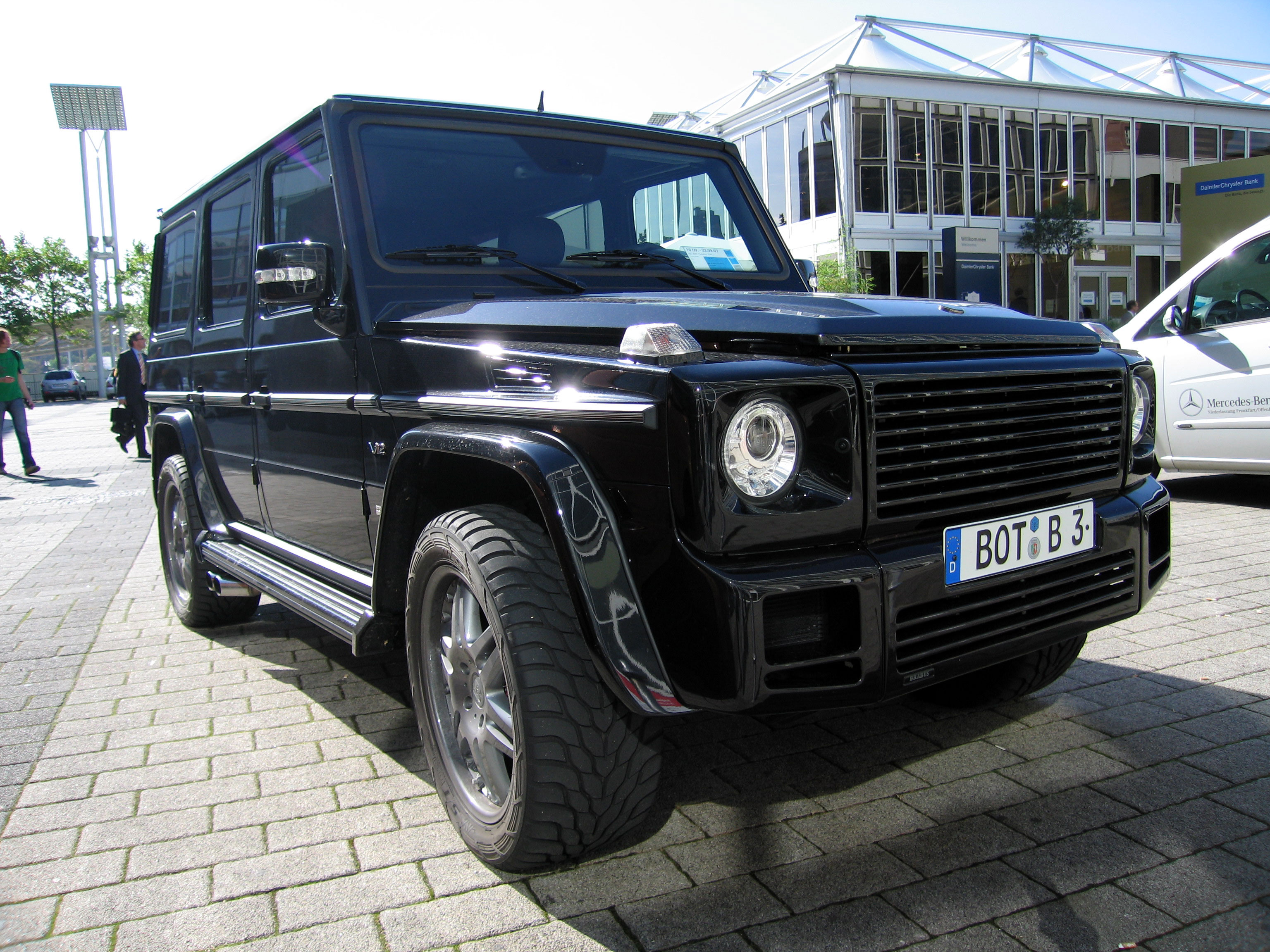
Brabus G V12 Biturbo

Автомобілі Мерседес популярні серед вимогливих покупців, і тому кілька компаній займаються налаштуванням і доведенням автомобілів цієї марки, додаючи більше потужності і комфорту бренду.
- AMG це тюнинговий підрозділ Мерседес, що спеціалізується на високопотужних версіях автомобілів Мерседес. Двигуни AMG виробляють вручну, готові двигуни отримують ярлик з підписом інженера, що побудував двигун. AMG повністю належить Мерседесу з 1999 року.
- Brabus це тюнингова компанія, що спеціалізується насамперед на автомобілях марки Mercedes-Benz, а також інших, що випускаються концерном Daimler AG, автомобілів марки Maybach і Smart.

Brabus пропонує як прості тюнинг-програми для популярних і недорогих моделей Mercedes, — низькопрофільні шини, спойлери, комплекти аеродинамічних обважень, спойлери з карбону, ковані диски власного дизайну, так і серйозніші модернізації, пов'язані з глибоким втручанням в технічну начинку автомобілів. Однак, більшість клієнтів платять саме за повний тюнинг автомобіля і глибоку модернізацію двигуна, завдяки чому Brabus і став відомим. Компанія будує свої двигуни на базі заводських мерседесівських, переробляючи майже всі деталі.

### Інші ательє
- Lorinser
- Carlsson
- Kleemann
- Kicherer
- Renntech
- Fab Design

## Mercedes-Benz Center

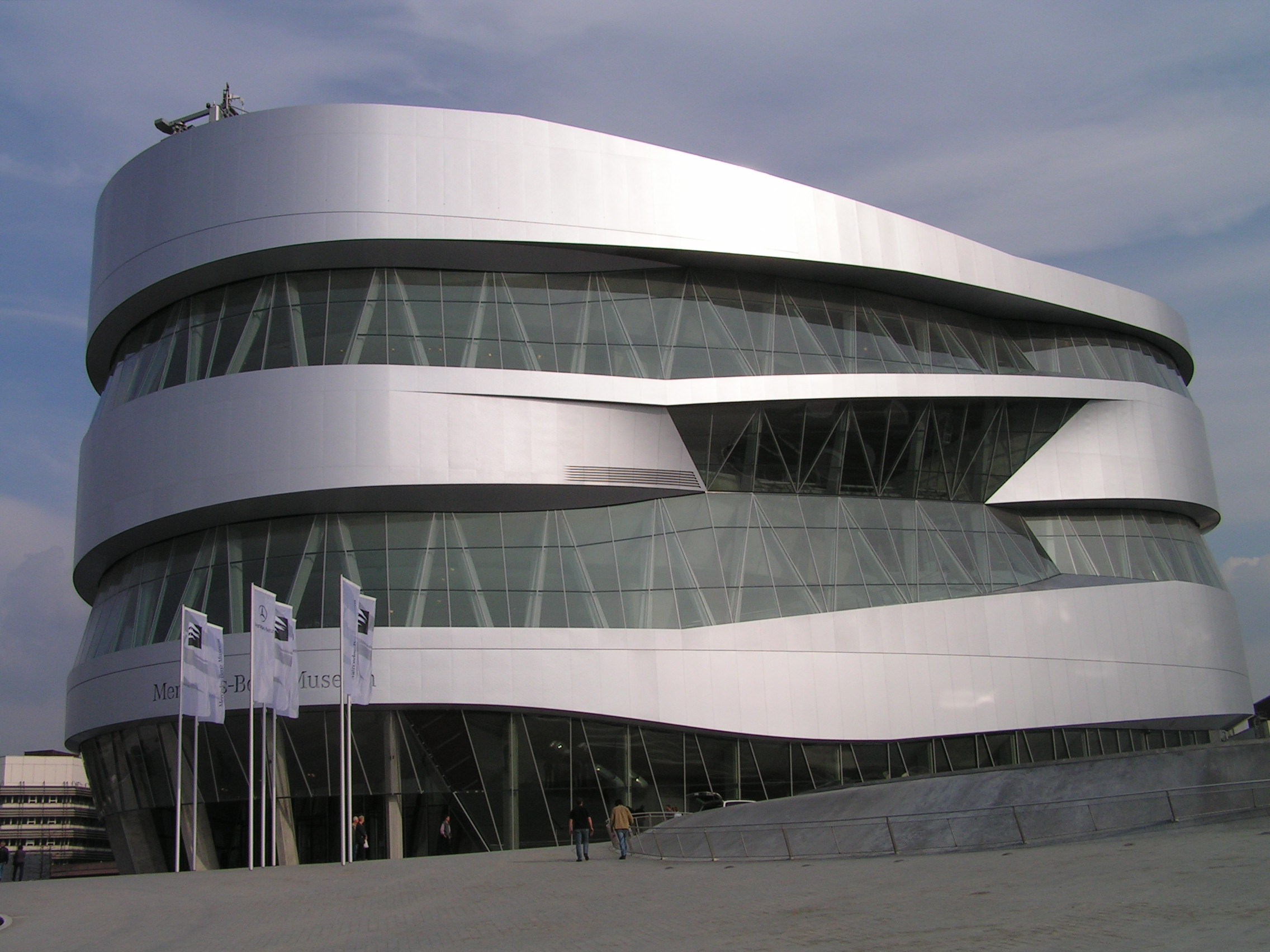
Музей Mercedes-Benz

Mercedes-Benz Center — великий комплекс установ, найзначущіша з яких — Музей Mercedes-Benz — автомобільний музей, розташований в Штутгарті, Німеччина. У комплекс також входить штаб-квартира Mercedes-Benz. Також до нього можна віднести Мерседес-Бенц Арену — домашній стадіон футбольного клубу Штутгарт. Штутгарт є батьківщиною марки Mercedes-Benz і штаб-квартири Daimler AG. Будівлю, яку видно відразу за головними воротами фабрики Daimler в Штутгарті-Унтертюркхайме, розроблено компанією UNStudio. Будівля заввишки 47,5 м обрисами зовні і всередині нагадує переплетені стрічки молекули ДНК: немов говорячи про «фамільні риси» в нових моделях. Музей відкрили 19 травня 2006 року.
Вперше музей Mercedes-Benz відкритий в 1936 року на честь 50-річного ювілею винаходу автомобіля. Після 25 років музей розширили і перенесли в нову будівлю на території заводу в Унтертюркхайме. 100-річний ювілей дав поштовх до останнього великого оновлення колекції.
2009 року, через 3 роки після відкриття, за свою архітектуру музей здобув премію Гуго Герінга. Цією премією, яку присуджують щотрироки, нагороджують зразкові будівлі в Баден-Вюртемберзі.

## Компанії, які мають назву «Mercedes-Benz», і які виготовляють продукцію під цим брендом
- Німеччина Mercedes-Benz. Штаб-квартира та основні виробничі потужності розташовані у м. Штутгарт, земля Баден-Вюртемберґ.
- Німеччина Mercedes-AMG GmbH (автоспорт). Штаб-квартира та основні виробничі потужності розташовані у м. Аффальтербах, земля Баден-Вюртемберґ.
- США Mercedes-Benz Of North America. Штаб-квартира та основні виробничі потужності розташовані у м. Монтвеіл, штат Нью-Джерсі.
- США Mercedes-Benz US International Inc. Штаб-квартира розташована у м. Венс, штат Алабама. Основні виробничі потужності у:
  - м. Венс, штат Алабама;
  - м. Таскалуса, штат Алабама.
- Аргентина Mercedes-Benz Argentina S.A. Штаб-квартира у Пуерто-Мадеро, районі Буенос-Айреса. Заводи:
  - Пуерто-Мадеро, район Буенос-Айреса;
  - на проспекті Авеніра-дел-Лібертадор, на шляху Буенос-Айрес-Сан-Фернандо.
- Бразилія Mercedes-Benz do Brasil Ltda. Штаб-квартира у м. Сан-Паулу. Завод у м. Жуіс-ді-Фора, штат Мінас-Жерайс.
- ПАР Mercedes-Benz of SA (Pty) Ltd. Штаб-квартира у м. Преторія. Заводи у:
  - м. Преторія;
  - м. Іст-Лондон, Східно-Капська провінція.
- Індія Mercedes-Benz India Private Limited. Штаб-квартира у м. Пімпрі-Пуне, сателіті м. Пуне.
- Туреччина Mercedes-Benz Türk A S. Штаб-квартира у м. Стамбул. Основні виробничі потужності у:
  - м. Стамбул;
  - м. Аксарай, іл Аксарай;
- В'єтнам Mercedes-Benz Vietnam Ltd. Штаб-квартира у м. Хошимін.
- Польща Mercedes-Benz Sobieslaw Zasada. Штаб-квартира у м. Варшава.
- Іспанія Mercedes-Benz España SA. Штаб-квартира у м. Мадрид. Основні виробничі потужності у:
  - м. Мадрид;
  - м. Вікторія-Гастейс, провінція Алава.

## Друкована продукція Mercedes

### Mercedes-Benz Magazin
У виданні розповідається про останні новинки компанії, нові моделі, інноваційні розробки, а також про найяскравіші події у світі Mercedes-Benz, науки, дизайну та мистецтва. Журнал є частиною єдиної міжнародної програми концерну по розвитку взаємовідносин з клієнтами. Виходить чотири рази в рік і розповсюджується серед клієнтів компанії. Українське видання російською мовою вперше презентували 10 вересня 2004 року.
У лютому 2004 року, під час проведення 5-ї церемонії нагородження преміями «Автомобільний журналіст року», журнал Mercedes став найкращим корпоративним виданням.

### Mercedes-Benz Classic
Перший номер вийшов у світ в 2004 року і виходить раз на рік як додаток до журналу Mercedes Magazin. На сторінках журналу читач знайомиться з історією марки та автомобілів. Крім того, в журналі висвітлюються спортивні події в автомобільному світі, в яких брали участь автомобілі та нові моделі.

### Mercedes-Benz Transport
Журнал присвячений комерційній техніці марки: вантажівкам, малотоннажним автомобілям, спеціальній техніці, післяпродажному обслуговуванню і аксесуарам. Видання знайомить читачів із новою продукцією та з послугами та особливостями експлуатації комерційних автомобілів.

## Аксесуари Mercedes-Benz
Компанія Mercedes-Benz займається виробництвом різних аксесуарів зі своїм найменуванням, таких як канцелярські предмети, брелоки та інше.

## Повний перехід на випуск електрокарів
15 листопада 2021 року, стало відомо, що шість компаній-виробників автомобілів підписали декларацію про те, що вони до 2040 року відмовляться від випуску автомобілів із бензиновими двигунами. Серед підписантів була й Mercedes-Benz.
3 січня 2022 року Mercedes-Benz представив раніше анонсований концептуальний седан EQXX. Машина отримала рекордний запас ходу і здатна проїжджати на одному заряді батареї до 1000 км.

## Розслідування
У 2016 році Міністерство юстиції США закликало Mercedes-Benz провести внутрішнє розслідування можливих маніпуляцій із значеннями викидів у дизельних автомобілях. Автовиробника звинуватили в тому, що він обманював споживачів неправдивими відомостями про свої автомобілі BlueTEC, які він позиціонував як "найчистіший і найсучасніший дизельний двигун у світі". 27 квітня 2024 року, як повідомило агентство Reuters, німецький виробник автомобілів Mercedes-Benz повідомив, що Міністерство юстиції США завершило розслідування скандалу з викидами дизельного палива, і компанії більше не висувають звинувачення.

## Цікаві факти
- 9 лютого 1998 року на президента Грузії Едуарда Шеварнадзе було скоєно замах, коли той їхав по Тбілісі на автомобілі «Мерседес S600». Броньований автомобіль врятував життя президентові, попри те, що автомобіль був обстріляний автоматними чергами, а також витримав влучення з гранатомета. Основну силу удару прийняв на себе 12-циліндровий двигун[14][15].
- У фільмі «Мільйонер із нетрів» компанія Мерседес-Бенц зажадала, щоб її логотипи були прибрані зі сцен, де дія відбувається в нетрях Мумбаї.
- Трипроменева зірка на логотипі Мерседес-Бенц, розробленого 1909 року, символізує успіх марки на суші, у воді і в повітрі. Це пояснюється тим, що власник марки, компанія Даймлер, виробляла, крім автомобілів, суднові й авіаційні двигуни. Також трипроменева зірка означає триєдність автомобіля «Мерседес» для водія, пасажира і механіка.
- 2023 року Mercedes-Benz Special Trucks поставила Міністерству оборони України понад 100 позашляхових вантажівок Zetros[16].

## Виноски
1. ↑  https://group.mercedes-benz.com/unternehmen/unternehmensfuehrung/vorstand/kaellenius/
2. ↑  Виробник автомобілів Mercedes припиняє розробку традиційних двигунів: що про це відомо - Техно 24. 24 Канал (англ.). Архів оригіналу за 26 жовтня 2019. Процитовано 23 вересня 2019.
3. ↑  Mercedes Star Maker’s Demise Shows How Auto Pain Hits Suppliers. // By William Wilkes. 21.12.2024 at 08:00 GMT+2
4. ↑  Німецький виробник логотипів Mercedes збанкрутував — причини. // Автор: Василій Наумов. 24.12.2024, 23:59
5. ↑  Статистика продажу легкових автомобілів Mercedes-Benz за 2009 рік. Архів оригіналу за 18 серпня 2011. Процитовано 30 березня 2010.
6. ↑  Огляд нового музею Mercedes-Benz [Архівовано 2010-03-14 у Wayback Machine.] 2011-08-24
7. ↑  Спіраль часу [Архівовано 28 січня 2012 у Wayback Machine.] 2011-08-24
8. ↑  Музей Mercedes-Benz отримує премію Гуго Герінга [Архівовано 17 вересня 2011 у Wayback Machine.] 2011-08-24
9. ↑  Mercedes-Benz Magazine - журнал для успешных людей / Mercedes-Benz в Украине. www.mercedes-benz.ua. Архів оригіналу за 9 лютого 2019. Процитовано 9 лютого 2019. [Архівовано 2019-02-09 у Wayback Machine.]
10. ↑  6 автокомпаній до 2040 року повністю перейдуть на випуск електоркарів. minfin.com.ua (укр.). Архів оригіналу за 15 листопада 2021. Процитовано 15 листопада 2021.
11. ↑  VISION EQXX – taking electric range and efficiency to an entirely new level. marsMediaSite (англ.). Архів оригіналу за 5 січня 2022. Процитовано 5 січня 2022.
12. ↑  Запас ходу 1000 км та перероблені підгузники в салоні: Mercedes показав інноваційний електрокар EQXX. РБК-Украина (рос.). Архів оригіналу за 5 січня 2022. Процитовано 5 січня 2022.
13. ↑  Mercedes-Benz заявляє, що Міністерство юстиції США завершило розслідування скандалу з викидами дизельних двигунів. 28.04.2024, 01:42
14. ↑  Все о бронеавтомобилях в работе, случаи нападений на бронеавтомобили. Архів оригіналу за 18 серпня 2012. Процитовано 21 липня 2012.
15. ↑  Нодар Броладзе. (6 ноября 1999 года). Кто охотится на президента. Независимая газета. Архів оригіналу за 24 серпня 2011. Процитовано 12 серпня 2010.
16. ↑  Mercedes-Benz передала понад 100 позашляхових вантажівок Zetros для ЗСУ. РБК-Украина (укр.). Процитовано 7 вересня 2023.